# Dassault Mirage 2000
El Dassault Mirage 2000 (en francés: espejismo) es un caza a reacción de cuarta generación, polivalente y de un solo motor de la familia Mirage, fabricado por la compañía francesa Dassault Aviation. Fue diseñado a finales de la década de 1970, como un caza ligero basado en el Mirage III, para el Ejército del Aire Francés. Entró en servicio en 1984 siendo el último modelo de la exitosa serie Mirage en entrar en servicio. 
El Mirage 2000 evolucionó hasta convertirse en un exitoso avión polivalente con muchas variantes desarrolladas, incluyendo las versiones de ataque Mirage 2000N y 2000D (nuclear y convencional), la versión mejorada Mirage 2000-5 y varias versiones posteriores de exportación. Con más de 600 aeronaves construidas hasta 2007, se encuentra en servicio en nueve países.

## Desarrollo

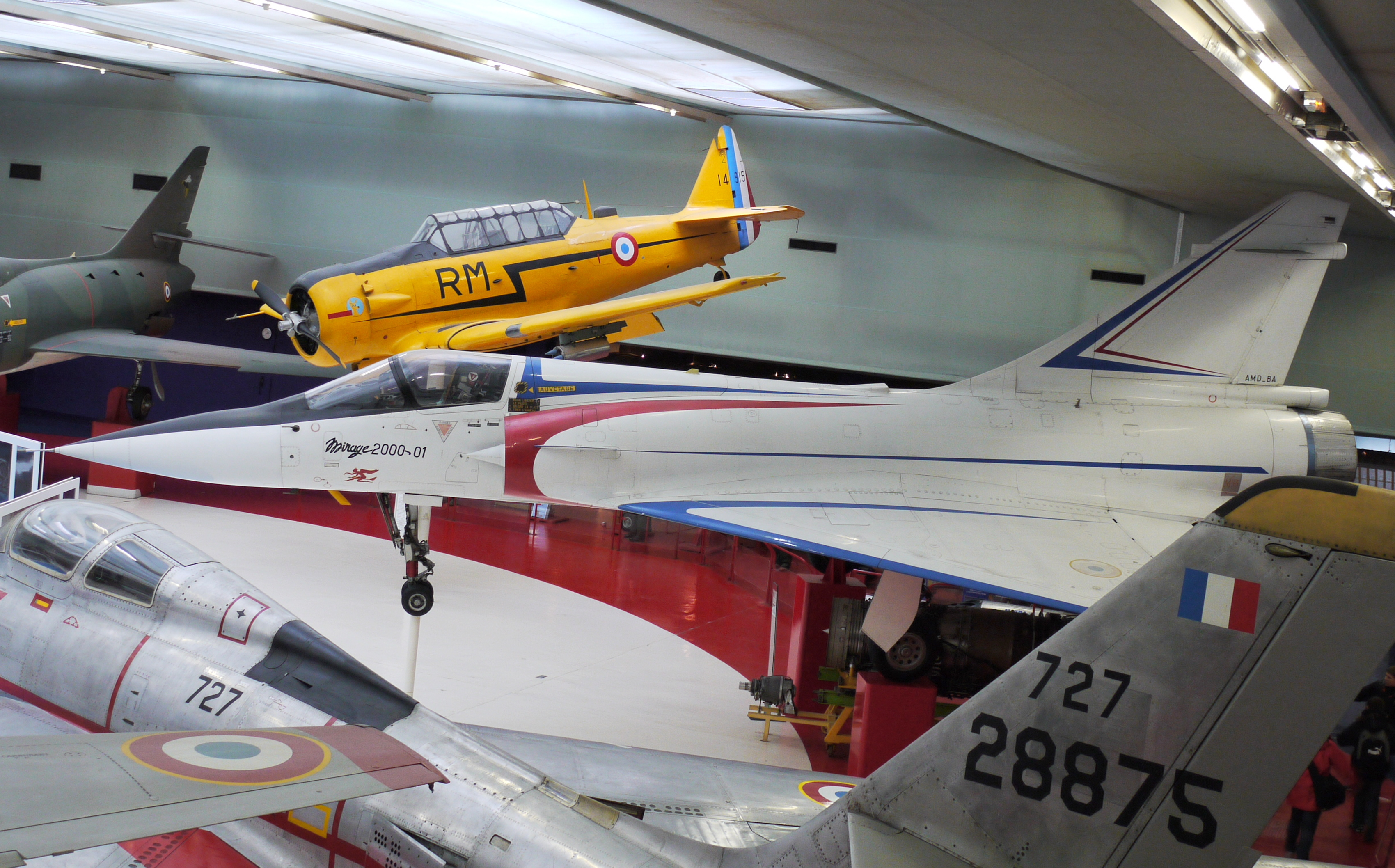
Prototipo Mirage 2000-01 en el Museo del Aire y el Espacio de París, Le Bourget (Francia).

### Avion de Combat Futur
En 1972, el Ejército del Aire francés, lanza el programa ACF (Avion de Combat Futur, avión de combate futuro), como especificaciones pide que sea un avión birreactor con dos motores Snecma M53 y que sea de ala fija, destinado a misiones de superioridad aérea. Durante la preparación de una respuesta a esta licitación, el fabricante Dassault Aviación puso en marcha al año siguiente y con fondos privados, el estudio de un avión monoreactor y de ala en delta bautizado Delta 2000.
El 12 de diciembre de 1975, el programa ACF para poder desarrollar un avión pesado bimotor, es cancelado por cuestiones de costos y el 18 de diciembre de ese mismo año, el gobierno decide adoptar en su lugar el programa del avión ligero y monomotor Dassault Mirage 2000. Este avión es un retorno a los diseños de Mirage de generaciones pasadas, diseñado con ala en delta, pero con varias innovaciones importantes que trataron de resolver las deficiencias de los modelos anteriores.
Para mantenerse dentro de un  presupuesto bajo, el diseño hubo de desprenderse de algunas funcionalidades. El principal fue contar con un solo motor, lo que supuso la reducción de las dimensiones y del peso. La vuelta el ala en delta permitió que la resistencia aerodinámica fuese menor y optimizar la carga de combustible. El peso en vacío del nuevo avión era de un poco más de 7 toneladas.

### Caza Polivalente
El desarrollo de este pequeño avión daría a la compañía Dassault un competidor contra el nuevo caza polivalente ligero monomotor General Dynamics F-16 Fighting Falcon, que había derrotado a los caza Dassault Mirage F1 en un concurso internacional, para la compra de un nuevo caza para las fuerzas aéreas de Europa y la OTAN, Bélgica, Dinamarca, Holanda y Noruega.
Este avión fue el primer avión de combate creado en Europa con mandos de vuelo electrónico FBW (Fly-by-wire) y su ala en delta tenía avanzadas superficies de control, tales como flaps y elevones. De este modelo se construyeron cinco prototipos, cuatro de ellos financiados por el Ejército del Aire francés, y uno financiado por la propia compañía, estando propulsados por el nuevo y potente reactor M53-2. El primero de los cinco prototipos realizó su vuelo inaugural el 10 de marzo de 1978, yendo a los mandos el piloto de pruebas Jean Coreau. Al basarse en el Mirage III y al aplicarle las nuevas tecnologías disponible, permitió el desarrollo de un nuevo caza polivalente en tan sólo 27 meses desde el inicio del programa hasta el primer vuelo.
El segundo prototipo le siguió en el aire el 18 de septiembre de 1978 y el tercero el 26 de septiembre de 1979. El cuarto prototipo de demostración era el financiado por Dassault para desarrollar nuevas ideas y equipos que se podrían aplicar en este nuevo avión caza, con destino a variantes futuras de producción en serie y a nuevos modelos de exportación. El quinto y último fue la versión biplaza de entrenamiento Mirage 2000B, el más moderno de toda la serie de producción y voló el 11 de octubre de 1980. El primer ejemplar de producción en serie voló por primera vez el 20 de noviembre de 1982, y el avión entró en servicio operacional en noviembre de 1982.
En 1979 el Ejército del Aire francés encargó una versión biplaza, destinada al ataque nuclear y armada con el misil crucero ASMP entonces en desarrollo. Designado Mirage 2000N, disponía de una estructura reforzada para volar a baja altitud y gran velocidad, además de un sistema de navegación y de ataque basado en el radar Antilope V (dotado de un modo de seguimiento del terreno). Los cañones fueron suprimidos y las tomas de entrada de aire al motor, fueron fijadas y ampliadas, para mejorar su performance de vuelo a baja altitud, en las misiones de penetración profunda en territorio enemigo, pero limitando la velocidad a Mach 1.5.
El asiento trasero estaba ocupado por un oficial de sistemas de armas, para lanzar el misil nuclear ASMP. El primer prototipo  del Mirage 2000N hizo su vuelo inaugural el 3 de febrero de 1983 y la versión fue puesta en servicio en 1988. Los 31 primeros ejemplares no podían llevar más que el misil ASMP bajo el fuselaje central de la nave, pero los aviones siguientes (estándar 2000N-K2) estaban capacitados para realizar misiones de ataque convencionales, de penetración profunda sobre territorio enemigo, vuelo nocturno y en todo tipo de clima, con capacidad para lanzar una amplia gama de bombas clásicas de caída libre, bombas guiadas por láser, antipistas o con misiles antiradar, el misil antibuque Exocet, etc.
Una versión derivada del Mirage 2000N y destinada al ataque convencional, fue solicitada a finales de la década de 1980, a raíz de los retrasos en el programa del nuevo caza polivalente bimotor Dassault Rafale más grande y pesado, fue designado como Mirage 2000D. Este avión de ataque es capaz de disparar o lanzar armas con capacidad todo tiempo, cualquiera de las armas en servicio en el Ejército del Aire francés, desde armas guiadas por láser, hasta los nuevos misiles Scalp y Apache.
Al igual que el caza Mirage 2000N biplaza, está  equipado de un radar Antílope V el cual añade un sistema de autoprotección perfeccionado. El prototipo del nuevo Mirage 2000D hizo su primer vuelo el 19 de febrero de 1991 y fue puesto en servicio en 1993, siendo un avión de combate relativamente nuevo en el inventario de Francia y que se mantiene en servicio activo, mientras aumenta la línea de producción en serie del nuevo caza polivalente Rafale que será su reemplazo en el futuro.
La línea de producción de los Mirage 2000 se cerró en el año 2007, después de que el último avión fuera entregado el 23 de noviembre de 2007 a la Fuerza Aérea de Grecia, para facilitar la producción en serie del nuevo caza polivalente bimotor Rafale, más grande y pesado, con mayor capacidad de transportar armas, combustible y permitir que todos los recursos técnicos, económicos y humanos, se concentren en la producción en serie de este nuevo avión, que ya está reemplazando a los Mirage 2000 en los escuadrones de combate del Ejército del Aire francés, lo que permitirá ofrecer varios Mirage 2000 de medio uso en venta a otros países.

## Diseño

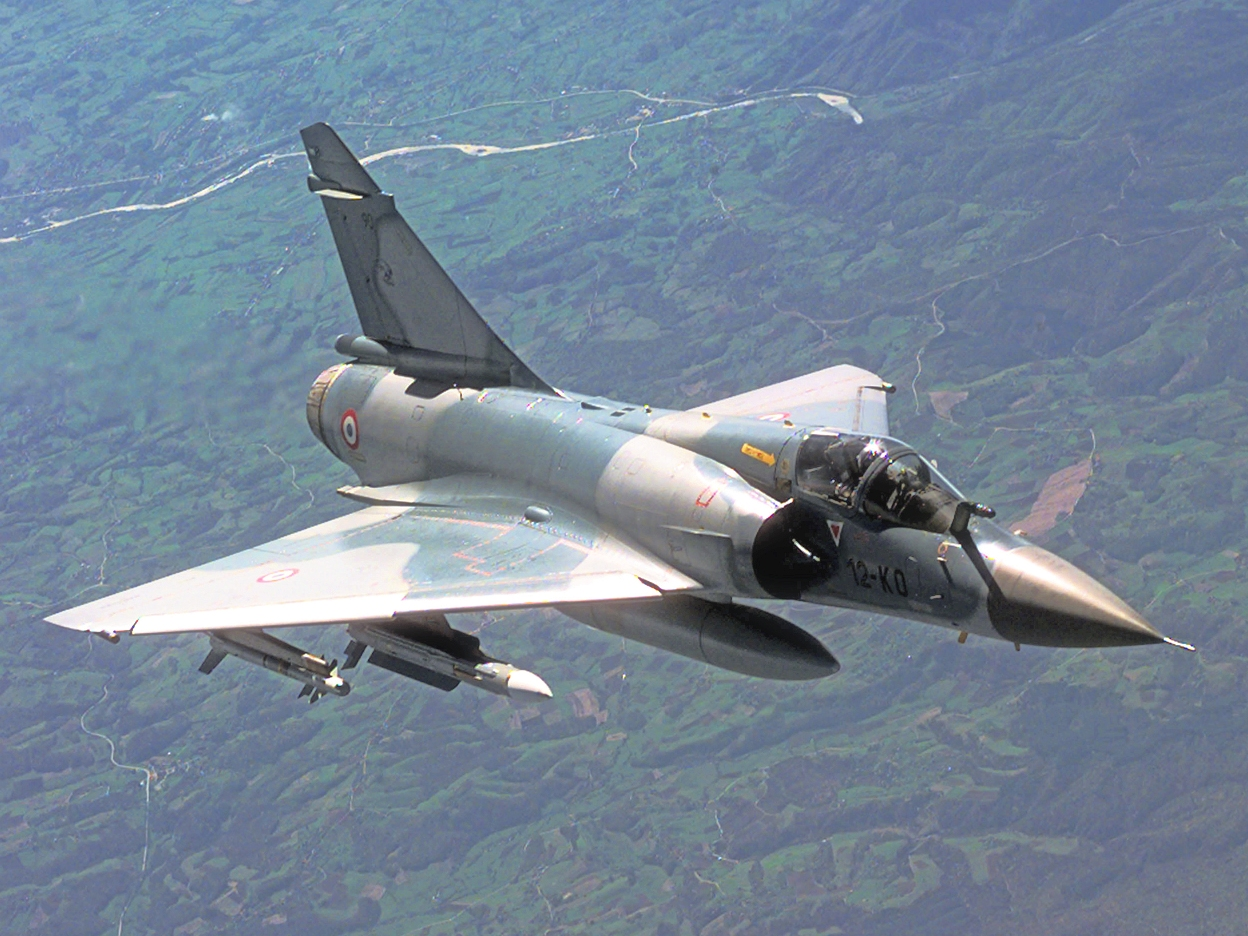
Un Mirage 2000C francés con carga de combate en 1999.

Usando el concepto de interceptor con ala en delta visto en el Dassault Mirage III, Dassault construyó un nuevo diseño de caza de reacción. Esta configuración alar no es la ideal para proporcionar gran maniobrabilidad, estabilidad en vuelo a baja altitud, distancias de despegue y aterrizaje cortas, pero posee cualidades de le permiten tener ventajas en vuelo a alta velocidad, ofrece simplicidad de construcción, resistencia, firma radar reducida y un amplio volumen interno.
El Mirage 2000 mezcla un nuevo diseño con el de sus antecesores, es un avión caza polivalente moderno y monomotor, puede atacar en misiones de combate como un avión bombardero, y defender como un caza de combate contra otros aviones caza a gran velocidad, altitud y mejor maniobrabilidad, clasificado como un caza ligero puede aumentar su alcance con una sonda de reabastecimiento aéreo de combustible, pensada desde el inicio de su desarrollo y transportar 3 tanques de combustible externos en su configuración original, es un avión totalmente nuevo pero conservando el aspecto tradicional del ala en delta usado en el venerable caza de superioridad aérea Mirage III. En sí, el diseño no es muy innovador, pero se optó por un modelo confiable que fue probado y utilizado, por muchos países durante años y en muchos conflictos con resultados excelentes.
En este sentido, Dassault prefirió el fuselaje clásico que caracteriza a todo Mirage, el diseño de alas en delta incluyendo unos pequeños perfiles aerodinámicos, parecidos a los alerones delanteros tipo canard´s fijos, instalados justo detrás de las toberas de ingreso de aire del motor, para mejorar su ángulo de ataque, giros a alta velocidad y obtener, un mejor performance de vuelo a media y baja altitud, necesario para los combates modernos contra otros aviones caza y las misiones de ataque a tierra, esta mejora de diseño fue aplicada con éxito, a varias mejores en otros aviones Mirage de ala en delta en servicio en otros países desde hace algunos años y en el sorprendente caza polivalente IAI Kfir de Israel, una versión mejorada del Mirage 50, el Atlas Cheetah de Sudáfrica y el primer avión de combate en aplicarlos con éxito, el Saab 37 Viggen de Suecia, y el más moderno caza polivalente Saab 39 Gripen.

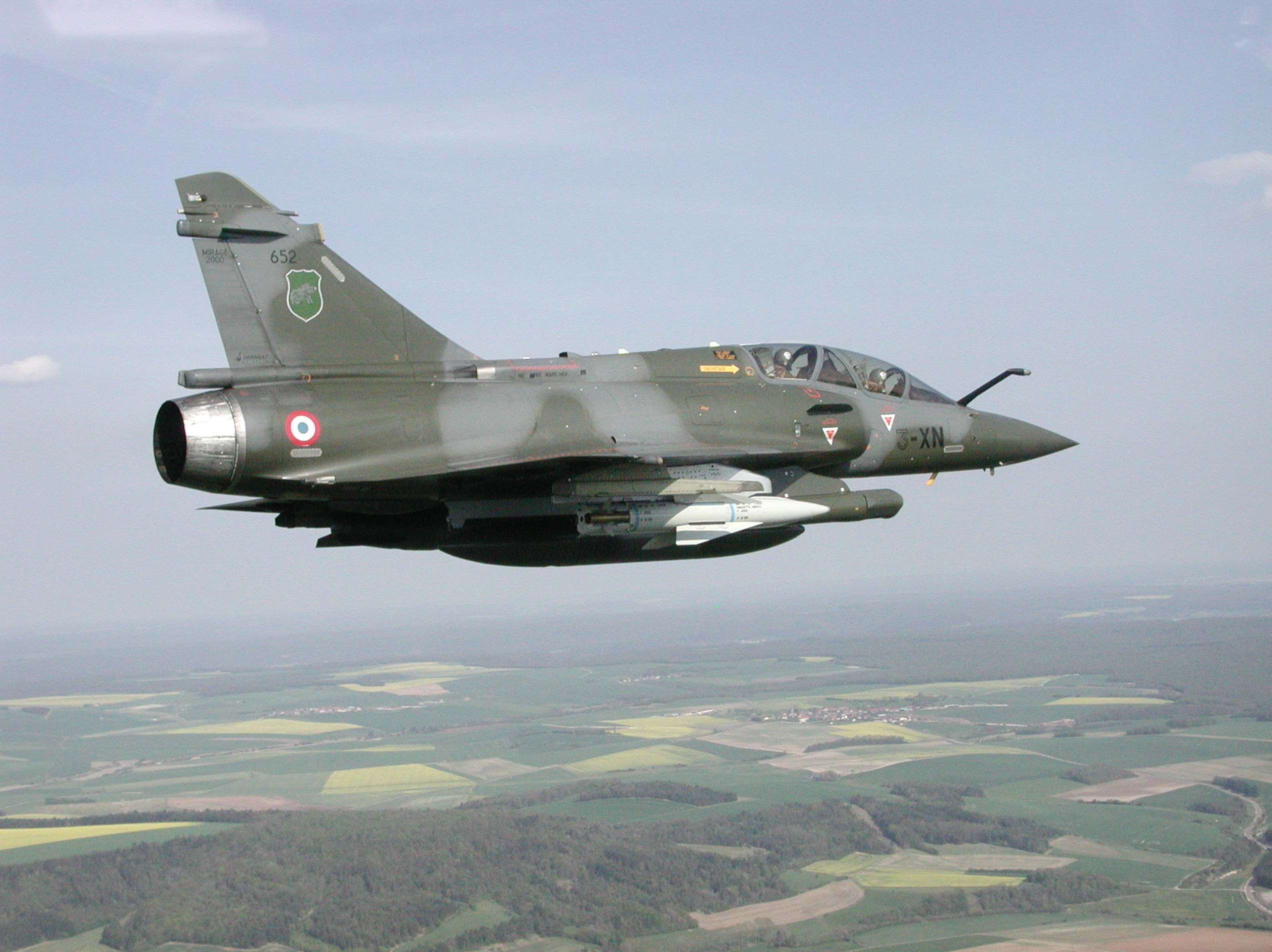
Mirage 2000D portando un misil AS-30L.

Aunque los Canard's generan mayor arrastre, resistencia al aire, aumentan el peso, disminuyen la velocidad máxima y el alcance en combate de la aeronave, es una buena opción para mejorar el control de la nave a media y baja altitud, porque generan un flujo de aire sobre las alas principales y aumentan notablemente la inestabilidad de la nave para mejorar su maniobrabilidad, por lo que se necesita un sofisticado manejo controlado por computadoras conocido como vuelo Digital controlado por cables Fly-by-wire, para ayudar al piloto a controlar el vuelo y no perder el control del mando de la aeronave, en las maniobras de combate, giros cerrados y en el momento del aterrizaje.
Este diseño de ala en delta se aprobó para su construcción en serie, antes que arriesgarse a construir un nuevo diseño de ala en flecha como el tradicional caza Mirage F1, y el nuevo caza polivalente Lockheed Martin F-16 Fighting Falcon, al que debía entrar a competir en el mercado internacional de aviones de combate, diseño que no conocían y necesitarían, muchos años de pruebas de vuelo y desarrollo, hasta lograr demostrar el éxito del nuevo diseño y poder ofrecer en venta a otros países.

### Motor

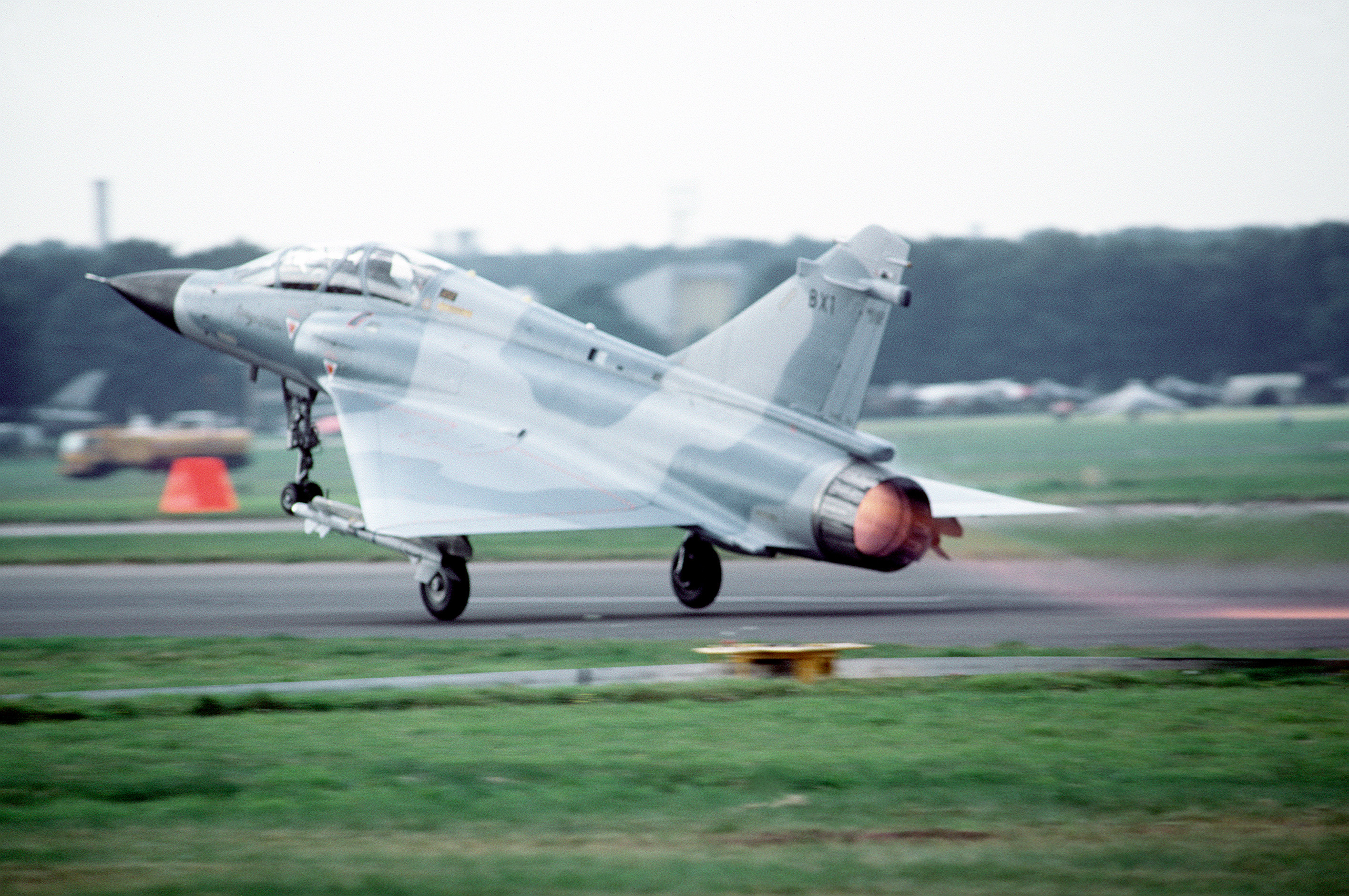
Despegue de un Mirage 2000D.

El Mirage 2000 incorpora un nuevo motor turbofán más potente y mejorado, de bajo índice de derivación SNECMA M53-5 o SNECMA M53-P2, dependiendo de las versión del avión, que proporciona respectivamente 54 o 64,7 kN de empuje normal y 86,3 o 95,1 kN con postcombustión.
Las dos tomas de aire con forma de semicírculo, situadas a ambos lados del fuselaje, tienen un cuerpo central ajustable con forma de medio cono que regula la presión del aire entrante para una admisión eficiente al motor, durante el despegue, vuelos a baja altitud y a velocidad supersónica a gran altitud operativa, en forma automática para aumentar su potencia y mejorar la maniobrabilidad de la aeronave, esta es su principal mejora que le permite realizar giros cerrados a baja altitud operativa, participar en misiones de ataque a baja altitud, volando entre montañas y valles, incluso con vuelos rasantes sobre el mar.
Los primeros vuelos de prueba del nuevo Mirage 2000 con este nuevo motor se realizaron a partir de marzo de 1978 con la versión M53-5, hasta su entrada en producción en serie en la década de 1980 para equipar a la Fuerza Aérea de Francia, y ofrecer a otros países un caza polivalente, puede atacar y defender en la misma plataforma, que ya operaban algunas versiones más modernas del caza Mirage F-1, el caza Mirage III y el caza Mirage 50 desde la década de 1970.
La capacidad interna de combustible aumenta por una nueva configuración en el tren de aterrizaje principal, es de 3.978 litros en los Mirage 2000C y E de cabina monoplaza, y de 3.904 litros en los Mirage 2000B, N, D y S de cabina biplaza, lo que aumenta su rango de combate en las misiones de ataque y superando la capacidad de transporte de todas las anteriores versiones de aviones Mirage.
Externamente puede incluir un tanque lanzable de 1300 litros en el pilón central de carga de armas bajo el fuselaje de la aeronave, en forma similar a otros aviones Mirage y otros dos tanques de combustible adicionales de 1700 litros, uno bajo cada una de las alas, en los pilones de carga de armas pesadas junto al fuselaje central, transportando los 3 tanques de combustible aumenta su alcance, generalmente para las misiones de ataque transporta dos tanques de combustible y un misil crucero, un misil de ataque naval o bombas guiadas, también está equipado con una sonda de reabastecimiento aéreo de combustible en vuelo, para aumentar su alcance en combate.

### Aviónica

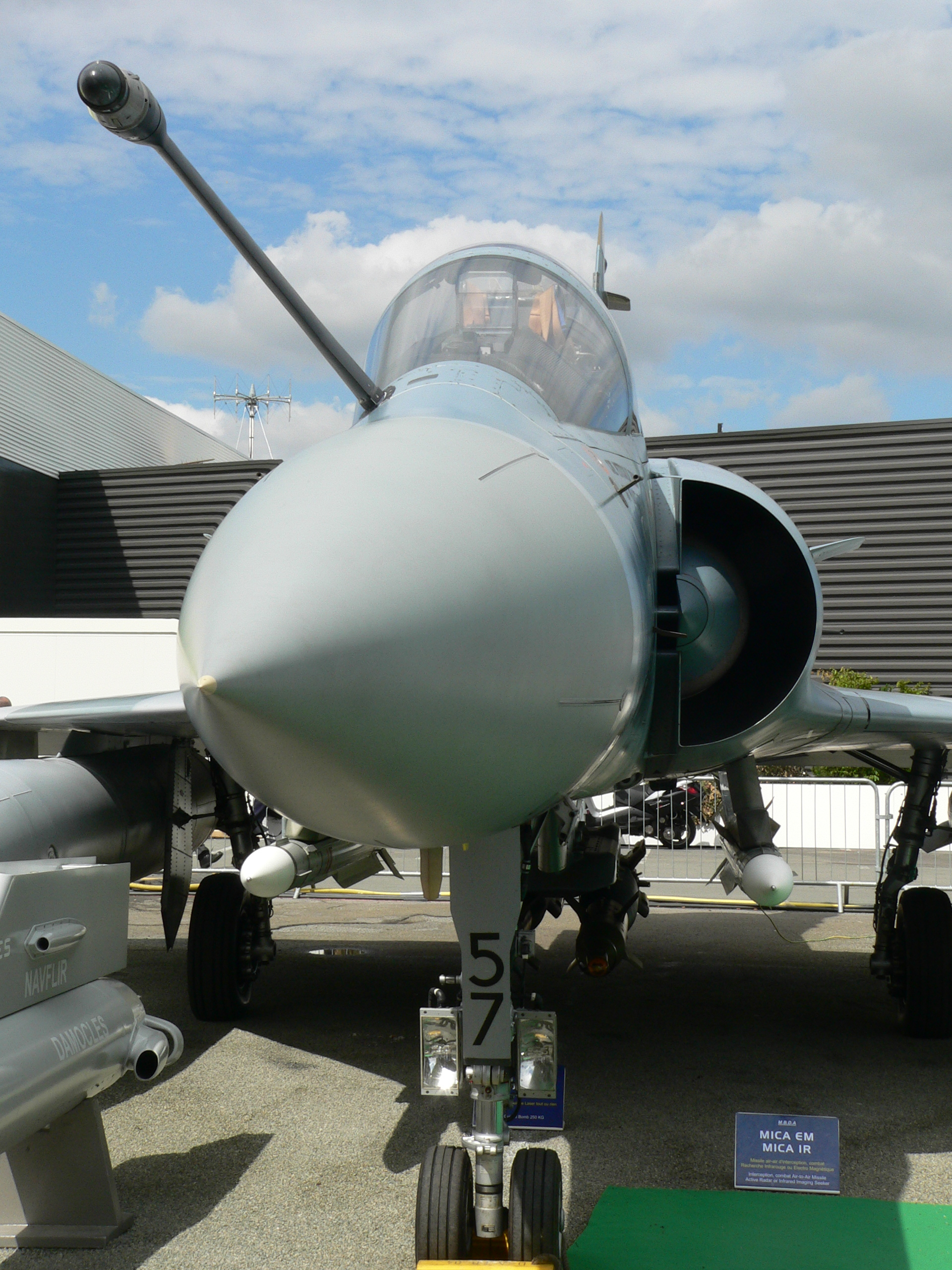
Radomo del radar de un Mirage 2000.

La aviónica del Mirage-2000B/C incluye el sistema de navegación inercial (INS) SAGEM ULISS 52, radioaltímetro TRT, ordenador digital central Dassault Electronique Tipo 2084, bus de datos Digibus y ordenador de datos de aire Sextant Avionique Tipo 90. El equipo de comunicaciones incluye el transpondedor LMT NRAI-7A IFF, receptor de radiobaliza IO-300-A, transceptor TRT ERA 7000 V/UHF com, comunicaciones seguras de voz TRT ERA 7200 UHF o EAS.

#### Radar
Los radares Thomson-CSF RDM (radar multimodo) o Dassault Electronique/Thomson-CSF RDI (radar de impulsos Doppler), equipados en los Mirage 2000C/D, tienen una alcance de operación de 100 km. Son una evolución de los radares Cyrano, con unidades de procesamiento más modernas y con capacidad look-down/shoot-down. Su alcance efectivo es de en torno a 60–70 km con capacidades modestas contra blancos a bajo nivel. Están vinculados con los misiles Super R.530F, y fueron equipados en los primeros 37 aviones entregados al Ejército del Aire Francés y en la mayoría de modelos de exportación. Tienen capacidades polivalentes que permiten que sea usado en tareas aire-superficie, incluyendo misiones antibuque. Algunas versiones de exportación más recientes incorporan el radar Thales RDY (radar Doppler multiblanco) desarrollado para el Mirage 2000-5.

#### Contramedidas
El Mirage 2000 está equipado con el receptor de alerta radar (RWR) Thales Serval con antenas en las puntas alares y en la parte superior trasera del estabilizador vertical. También está equipado con el interferidor de radiofrecuencia Dassault Sabre en un contenedor situado debajo del estabilizador vertical con su antena en un carenado delante del mismo. El sistema dispensador de chaff y bengalas Dassault Éclair situado debajo de la cola fue finalmente sustituido por una pareja de dispensadores automáticos Matra Spirale, cada uno situado debajo de la parte trasera de la extensión de cada una de los encastres alares, con una capacidad total de 224 cartuchos.

### Cabina
El nuevo caza polivalente, puede atacar y defender en la misma plataforma de vuelo, está disponible como en versiones monoplaza y biplaza. El piloto maneja el avión principalmente por medio de una palanca de control central, vuelo controlado por computadoras y cables fly-by-wire, lo convierte en un avión de Cuarta generación de cazas de reacción y una palanca de gas del motor en el lado izquierdo, ambas con controles HOTAS («manos en mando de gases y palanca de control»).
El piloto va sentado en un asiento eyectable tipo cero-cero SEMMB Mk10, que es una versión fabricada bajo licencia del británico Martin-Baker Mark 10, en una posición convencional sin inclinación hacia atrás y más elevada que en el Mirage III. La cabina es muy pequeña y su cubierta no tiene forma de burbuja, a pesar de esto, su visibilidad es bastante buena, supera a la visibilidad de los anteriores diseños, pero es menor que la tipo burbuja completa del F-16 por ejemplo, especialmente en la posición de las «6 en punto» (hacia atrás).

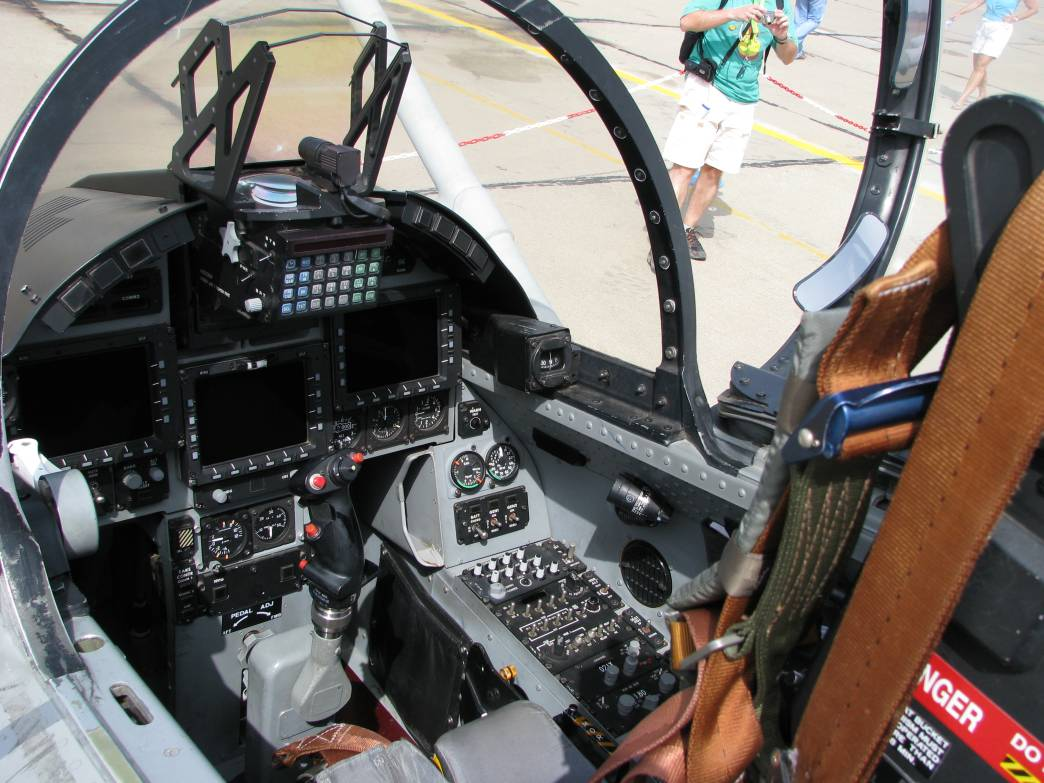
Interior de la cabina de un Mirage 2000D.

En el panel de instrumentos (en la versión Mirage 2000C) es muy moderna, destacan la pantalla de visualización frontal (HUD) Sextant VE-130, que presenta datos relativos a control de vuelo, navegación, localización de objetivos y disparo de armas a la altura de la línea de visión del piloto, y la nueva pantalla de radar VMC-180, situada en el centro del panel justo debajo del HUD.
En la parte inferior izquierda se encuentra una pantalla plana con un panel de gestión de provisiones, por encima del cual están los instrumentos de navegación y el altímetro. La parte derecha del panel de instrumentos acomoda las pantallas de motor y sistemas. Situados en el lado izquierdo de la cabina, justo delante del mando de gas, están los controles del equipo de comunicaciones, que incluye una radio de comunicaciones seguras con sistema de espectro ensanchado por salto de frecuencia Have Quick.

### Armamento y carga
El Mirage 2000 tiene integrados dos cañones automáticos tipo revólver DEFA 554 (ahora conocido como GIAT 30-550 F4) de calibre 30 mm con 125 proyectiles cada uno, en la parte baja del fuselaje central, bajo las toberas de ingreso de aire a los motores. La cadencia de tiro de los cañones se puede seleccionar entre 1.200 disparos por minuto (para aire-tierra) o 1800 (para aire-aire) para combate contra otros aviones caza, lo que lo convierte en un caza combatiente de alto nivel. Cada proyectil, de tipo incendiario o perforante incendiario, pesa 275 gramos y tiene una velocidad de salida de en torno a 800 m/s.
El Mirage 2000 puede portar hasta 6,3 toneladas (7 toneladas en la versión -9) de carga externa en un total de nueve soportes —dos pilones en cada ala y cinco bajo el fuselaje, para transportar misiles de corto alcance, medio alcance, lanzar bombas guiadas y el misil naval Exocet, operando como un bombardero naval de base en tierra.
Como armamento externo puede incluir el misil aire-aire de medio alcance guiado por radar Matra Super 530 en los pilones internos bajo las alas y en los soportes debajo del fuselaje, y el misil aire-aire de corto alcance guiado por infrarrojos Matra Magic en los pilones del exterior de las alas, también se pueden transportar bajo el fuselaje central, dependiendo del tipo de misión de combate asignada, como escolta y un caza puro.
Otros misiles de corto alcance como los AIM-9J/L/P Sidewinder estadounidenses son compatibles y suelen ser utilizados en los Mirage que han sido exportados, porque el propio misil Magic fue creado compatible con el Sidewinder.
El Mirage 2000C y las versiones posteriores pueden portar como misil aire-aire de corto a medio alcance el más avanzado MBDA MICA, en sus versiones IR (guiado por infrarrojos) y EM (guiado por radar activo) en lugar de los anteriores.

## Componentes del Mirage 2000-9
Estados Unidos -  Finlandia -  Francia -  Israel -  Italia -  Noruega -  Reino Unido

### Electrónica
| Sistema                                           | País                    | Fabricante   | Notas                          |
| ------------------------------------------------- | ----------------------- | ------------ | ------------------------------ |
| Radar                                             | Bandera de Francia      | Thales       | Modelo RDY-2                   |
| Sistema de escape                                 | Bandera del Reino Unido | Martin-Baker | Asiento eyectable modelo Mk.10 |
| Pod de inteligencia electrónica ASTAC (opción)    | Bandera de Francia      | Thales       |                                |
| Pod de designación de objetivos Damoclès (opción) | Bandera de Francia      | Thales       |                                |

### Armamento
| Sistema                                                                | País                                                           | Fabricante                                 | Notas                    |
| ---------------------------------------------------------------------- | -------------------------------------------------------------- | ------------------------------------------ | ------------------------ |
| Cañón                                                                  | Bandera de Francia                                             | DEFA                                       | 2 × DEFA 554 de 30 mm    |
| Cohete SNEB 68mm                                                       | Bandera de Francia                                             | Matra Thomson-CSF                          |                          |
| Cohete SNEB 100mm                                                      | Bandera de Francia                                             | Matra Thomson-CSF                          |                          |
| Kit de guiado JDAM para bombas de caída libre                          | Bandera de Estados Unidos                                      | Boeing                                     |                          |
| Kit de guiado láser BGL para bombas de caída libre                     | Bandera de Francia                                             | Matra Thomson-CSF Aérospatiale             |                          |
| Kit de guiado láser Paveway II para bombas de caída libre              | Bandera de Estados Unidos                                      | Lockheed Martin Raytheon Texas Instruments |                          |
| Kit de guiado láser Paveway III para bombas de caída libre             | Bandera de Estados Unidos                                      | Raytheon Texas Instruments                 |                          |
| Kit de guiado GPS/láser Enhanced Paveway II para bombas de caída libre | Bandera de Estados Unidos                                      | Raytheon Lockheed Martin                   |                          |
| Kit de guiado GPS/CCD/IIR Spice para bombas de caída libre             | Bandera de Israel                                              | Rafael Advanced Defense Systems            |                          |
| Kit de guiado y propulsión modular para bombas de caída libre AASM     | Bandera de Francia                                             | Safran Electronics & Defense               | ITAR-free                |
| Bomba guiada PGM 500                                                   | Bandera de Italia · Bandera del Reino Unido                    | Alenia Marconi Systems                     |                          |
| Bomba guiada PGM 2000                                                  | Bandera de Italia · Bandera del Reino Unido                    | Alenia Marconi Systems                     |                          |
| Misil aire-superficie AS-30L                                           | Bandera de Francia                                             | Aérospatiale                               |                          |
| Misil de crucero aire-superficie furtivo SCALP-EG                      | Bandera de Francia · Bandera del Reino Unido                   | MBDA                                       | ITAR-free                |
| Misil antirradiación AS.37 Martel                                      | Bandera de Francia · Bandera del Reino Unido                   | Matra Hawker Siddeley                      |                          |
| Misil antirradiación ARMAT                                             | Bandera de Francia                                             | Matra                                      |                          |
| Misil antibuque Exocet                                                 | Bandera de Francia · Bandera de Finlandia · Bandera de Noruega | MBDA Francia NAMMO                         |                          |
| Misil aire-aire de corto alcance Magic II                              | Bandera de Francia                                             | MBDA Francia                               |                          |
| Misil aire-aire de corto alcance Super 530 D/F                         | Bandera de Francia                                             | MBDA Francia                               |                          |
| Misil aire-aire de corto a medio alcance MICA IR                       | Bandera de Francia                                             | MBDA Francia                               |                          |
| Misil aire-aire de corto a medio alcance MICA RF                       | Bandera de Francia                                             | MBDA Francia                               |                          |
| Bomba Mark 81                                                          | Bandera de Estados Unidos · Bandera de Francia                 | General Dynamics SAMP                      |                          |
| Bomba Mark 82                                                          | Bandera de Estados Unidos · Bandera de Francia                 | General Dynamics SAMP                      |                          |
| Bomba Mark 83                                                          | Bandera de Estados Unidos · Bandera de Francia                 | General Dynamics SAMP                      |                          |
| Bomba anti-pista BLU-107 Durandal                                      | Bandera de Francia                                             | Matra                                      |                          |
| Bomba anti-pista propulsada BAP-100                                    | Bandera de Francia                                             | Thomson-CSF                                |                          |
| Misil de crucero de racimo furtivo anti-pista Apache                   | Bandera de Francia                                             | MBDA Francia                               | Prohibido por 111 países |
| Bomba de racimo BAT-120                                                | Bandera de Francia                                             | Thomson-CSF                                | Prohibida por 111 países |
| Bomba de racimo BLG-66                                                 | Bandera de Francia                                             | Matra Thomson-CSF                          | Prohibida por 111 países |
| Bomba de racimo BM-400                                                 | Bandera de Francia                                             | Thomson-CSF                                | Prohibida por 111 países |

## Variantes

### Mirage 2000C

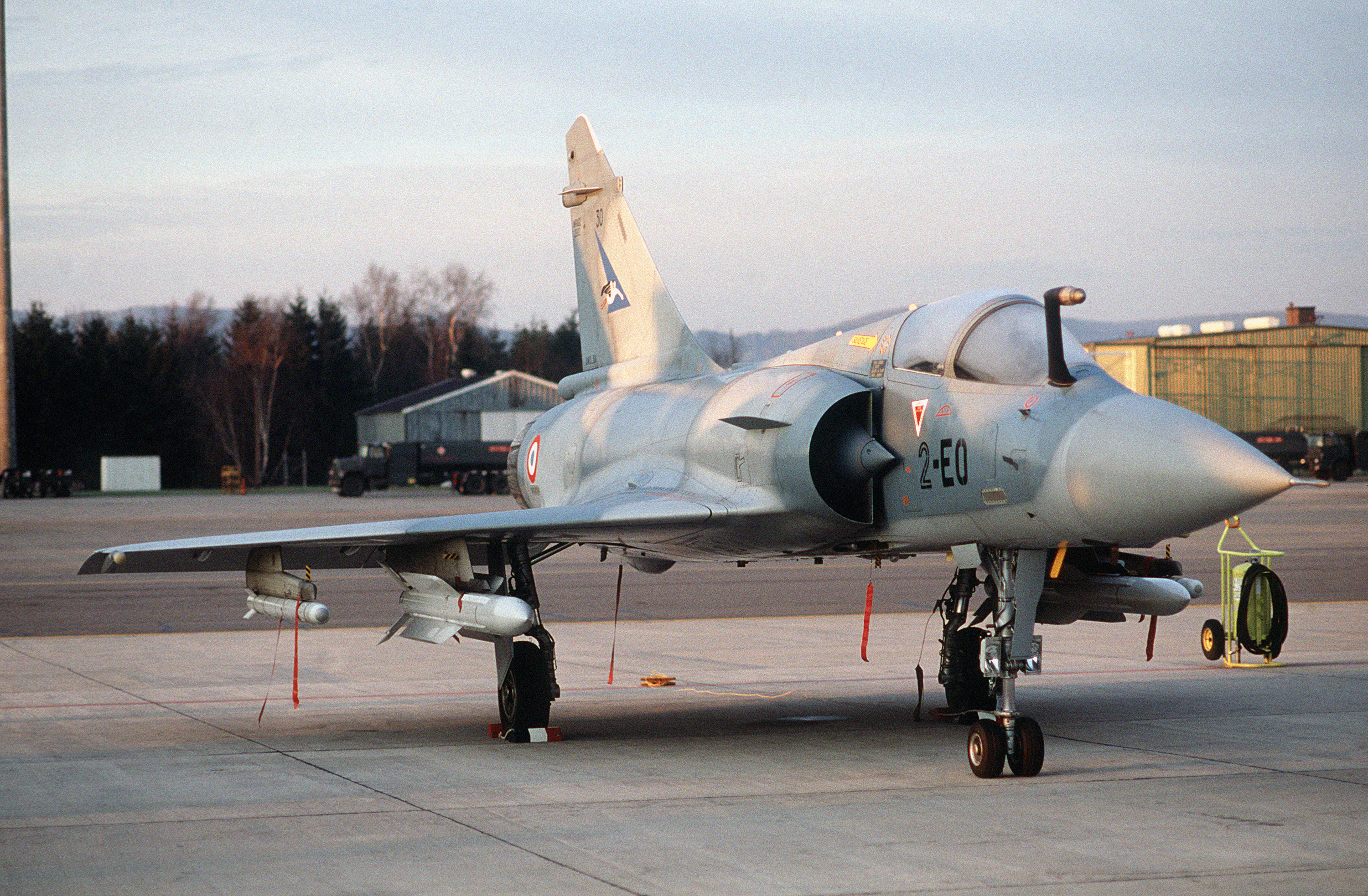
Un Mirage 2000C francés en 1987.

El primer Mirage 2000 en entrar en servicio fue el interceptor monoplaza Mirage 2000C, la letra ‘C’ es sinónimo de versión Chasseur (caza en francés). Estos aparatos se utilizan para la defensa aérea y están estacionados en las bases aéreas de Cambrai-Épinoy y Orange-Caritat. Hubo cuatro prototipos monoplaza, incluyendo el prototipo inicial del Mirage 2000. El primer Mirage 2000C de producción voló en noviembre de 1982. Las entregas comenzaron en 1983. El primer escuadrón operacional se formó en 1984, coincidiendo con el 50.º aniversario del Ejército del Aire Francés. Francia adquirió un total de 124 ejemplares Mirage 2000C.
Los 37 primeros Mirage 2000C entregados fueron equipados con el radar Doppler multifunción (RDM) Thomson-CSF y con el motor turbofán SNECMA M53-5. El 38.º Mirage 2000C incorporó el motor mejorado SNECMA M53-5 P2. El radar de impulsos Doppler (RDI) desarrollado por Thales para el Mirage 2000C entró en servicio en 1987. Dispone de un alcance muy mejorado de en torno a 150 km, y está vinculado a los misiles Matra Super 530D, que suponen una gran mejora en comparación con los antiguos Super 530F. También mejora en gran medida la capacidad look-down/shoot-down, aunque este radar no suele ser usado para funciones aire-superficie.
Actualizaciones posteriores incluyen la incorporación al radar RDI de un modo NCTR (Non-Cooperative Target Recognition) que permite la identificación de objetivos aéreos que no responden al identificador amigo-enemigo (IFF), la integración del misil guiado por infrarrojos (búsqueda de calor) Matra MICA, y la capacidad para portar armamento aire-tierra como los contenedores de 18 cohetes de 68 mm Matra, bombas de caída libre de la serie Mk 80 estadounidense o modelos franceses de 250, 400 y 1.000 kg, y bombas de racimo como la Belouga u otros modelos de origen no francés. Algunas variantes, especialmente aquellas equipadas con el radar RDM (principalmente usado en modelos de exportación) tienen la capacidad para usar el misil antibuque Exocet. Además, los Mirage 2000 de la Fuerza Aérea India han sido integrados para portar el misil de corto alcance ruso Vympel R-73AE (designación OTAN: "Archer") y misil Astra de fabricación india.

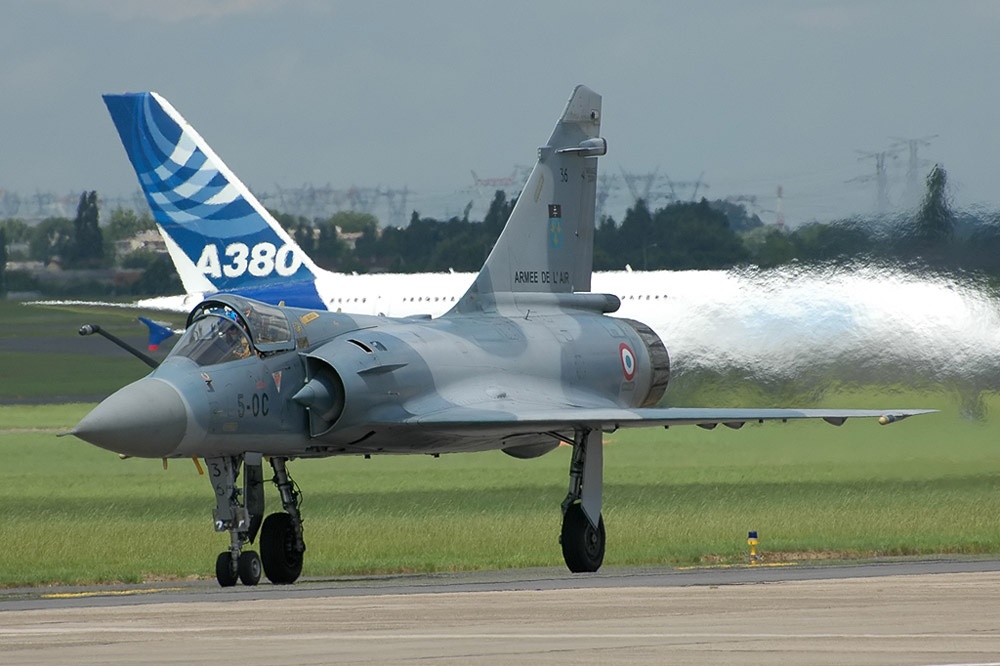
Dassault Mirage 2000C desprovisto de soportes externos de armamento durante una exhibición aérea en el Paris Air Show de 2007.

- Mirage 2000C (RDM) : versión provisional equipada con radar RDM (el radar RDI previsto, no estaba aún disponible)y con motor M53-5.
  - Mirage 2000C S1, n.º 1 a 15 : equipados con radar RDM y armado con misiles aire-aire R550 Magic II y de 2 cañones DEFA de 30 mm.
  - Mirage 2000C S2, n°16 a 19 : equipados con radar RDM con capacidad look-down/shoot-down mejorada.
  - Mirage 2000C S3, n°20 a 37 : con capacidad para operar misiles aire-aire Matra Super 530F.
- Mirage 2000C (RDI) : versión "definitiva", equipada con el radar RDI y el motor M53-P2.
  - Mirage 2000C S4, n°38 a 48 : equipados con el radar RDI J1-1 y capacidad de lanzar misiles aire-aire Matra Super 530D.
  - Mirage 2000C S4-1, n°49 a 63 : equipados con radar RDI J1-2.
  - Mirage 2000C S4-2, n°64 a 74 : equipados con radar RDI J2-4.
  - Mirage 2000C S4-2A : estandarizados los Mirage 2000C S4,S4-1 y S4-2 con un radar RDI J2-5.
  - Mirage 2000C S5, n°75 a 124 : equipados con radar RDI J3-13.
  - Mirage 2000C S5-2C, : los Mirage 2000C S-5 actualizados con los nuevos equipos ECCM (equipos de contra-contramedidas electrónicas).

### Mirage 2000B

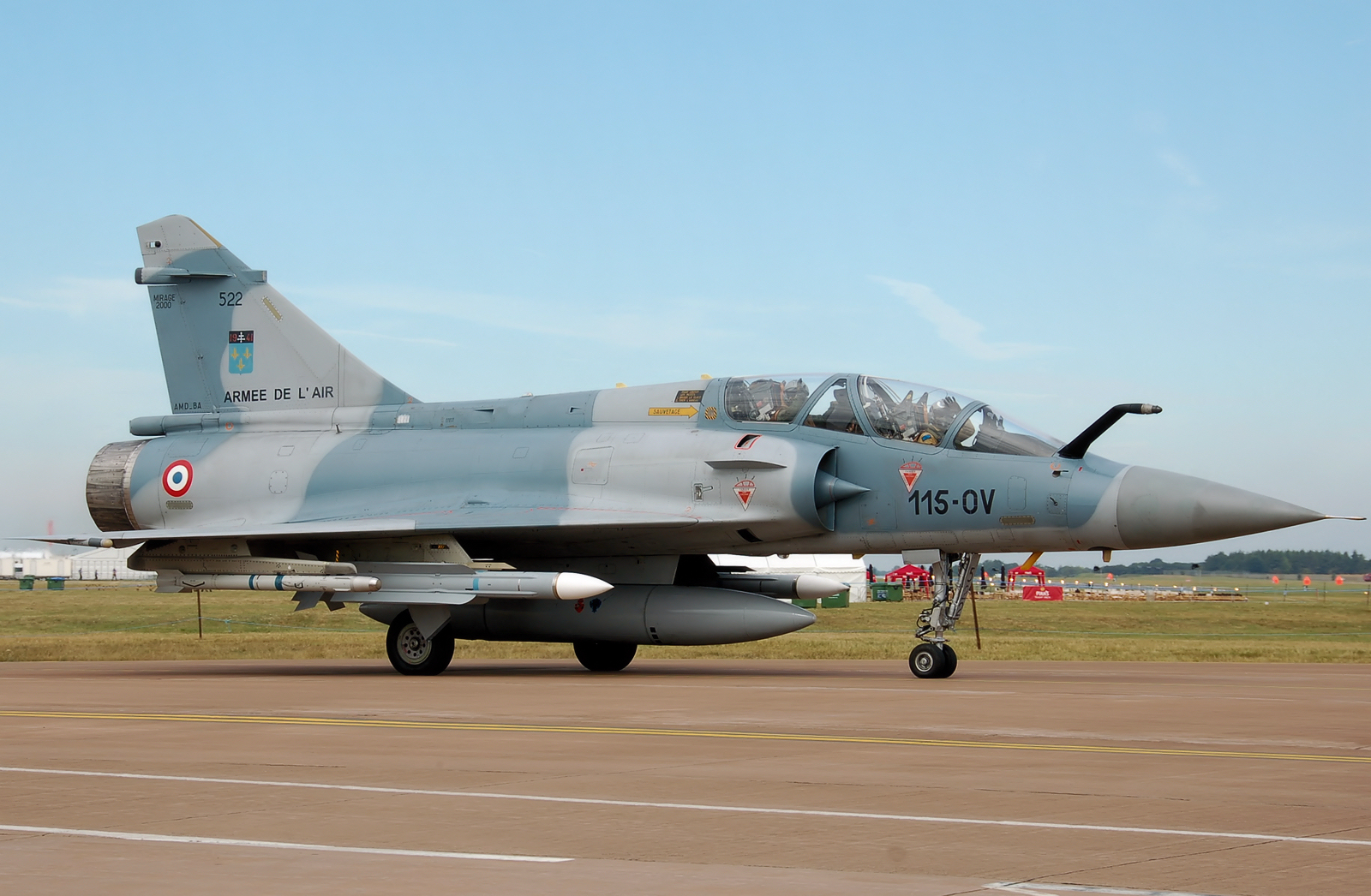
Mirage 2000B en la exhibición RIAT de 2010.

El Mirage 2000B es una variante de entrenamiento de conversión operacional biplaza y con capacidad de combate que voló por primera vez el 11 de octubre de 1980. El Ejército del Aire Francés adquirió 30 Mirage 2000B, y cada una de las tres alas de caza obtuvo varios de ellos para entrenamiento de conversión. Estos aparatos están estacionados en las bases aéreas de Cambrai-Épinoy y Orange-Caritat.
- Mirage 2000B S3, n°501 a 514: 14 biplazas equipados con el radar RDM, con motor SNECMA M53-5 y armado con misiles aire-aire R550 Magic II y misiles aire-aire Matra Super 530F.
- Mirage 2000B S4, n°515 a 520: 6 biplazas equipados de radar RDI J1-1 y con motor M53-5.
- Mirage 2000B S4-2, n°521 a 522: 2 biplazas equipados con radar RDI J2-4 y con motor M53-5 (521) y M53-P2 (522).
- Mirage 2000B S5, n°523 a 530: 8 biplazas equipados de radar RDI J3-13 y con motor M53-P2.

### Mirage 2000N y 2000D
Mirage 2000N

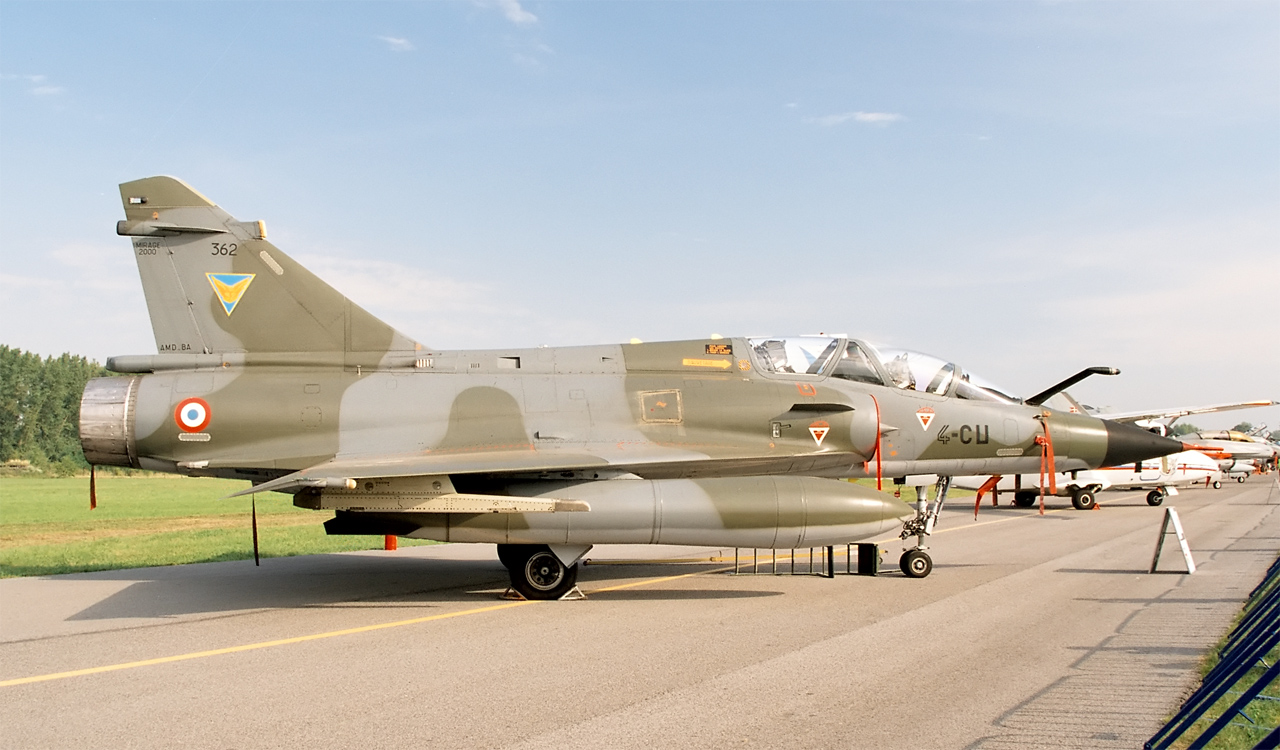
Mirage 2000N expuesto en el Radom Air Show de 2005.

El Mirage 2000N es la variante de ataque nuclear desarrollada para portar el misil nuclear de medio alcance ASMP. Las primeras pruebas en vuelo de los dos prototipos de esta versión comenzaron el 3 de febrero de 1983, y el Mirage 2000N entró en servicio operacional en 1988. Es un avión biplaza equipado con el radar de seguimiento del terreno Antílope V. La defensa principal del aparato es proporcionada por el interferidor electrónico Caméléon, contramedidas electomagnéticas e infrarrojas Spirale y también por un detector de alerta radar Serval. Se construyeron 75 ejemplares.
- Mirage 2000N K1: versión inicial armada del misil ASMP (31 aviones, enseguida llevados al estándar K2).
- Mirage 2000N K2: versión capacitada también para ataque convencional todotiempo (44 aviones).
- Mirage 2000N K2+: versión intermedia modificada para poder lanzar el misil ASMP-A, pero armada aun del misil ASMP estándar.
- Mirage 2000N K3: versión armada con el misil ASMP-A (previstos 50 aviones para el año 2010).

Mirage 2000D

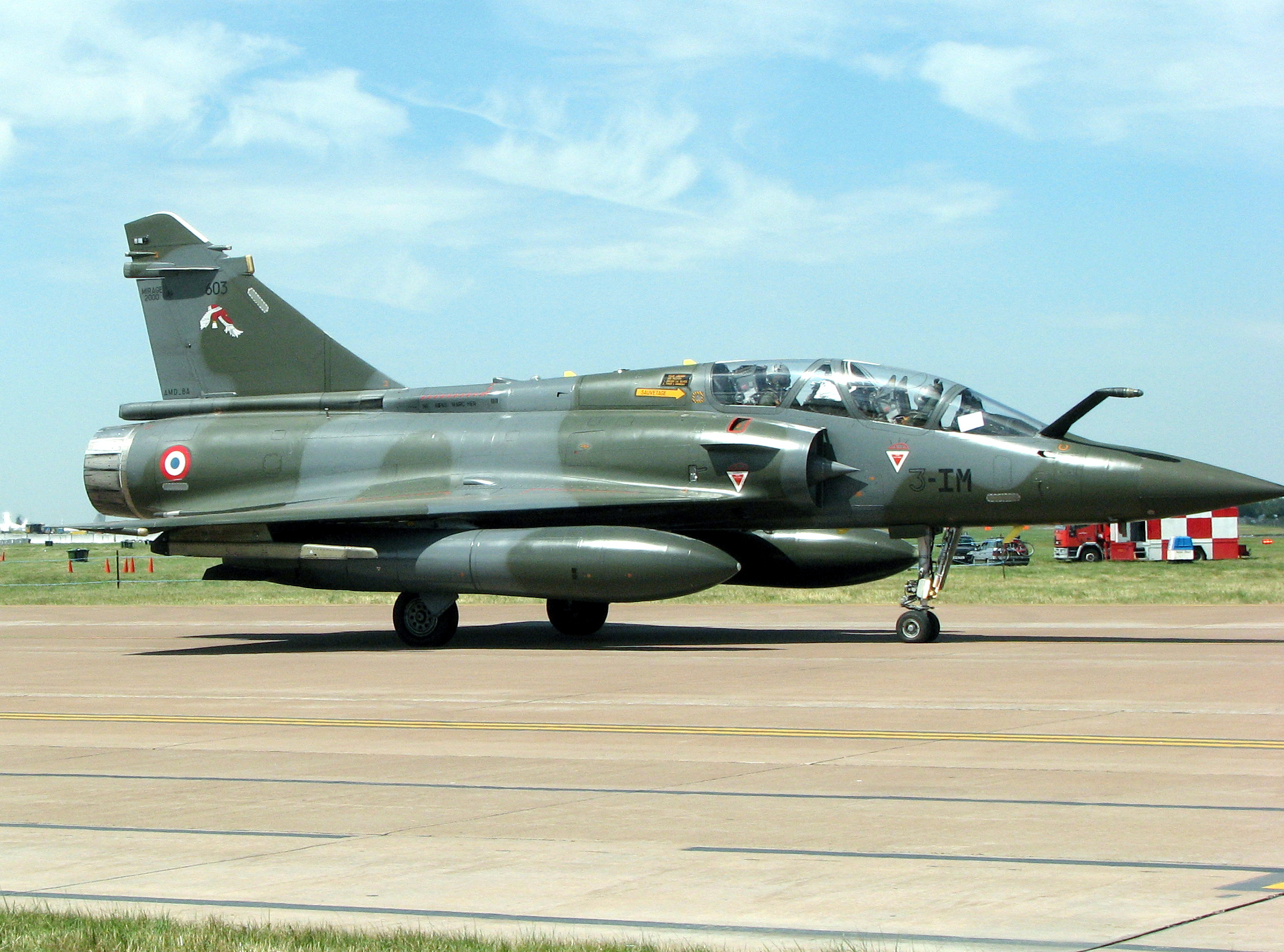
Mirage 2000D en la exhibición RIAT de 2006.

El Mirage 2000D es una variante dedicada al ataque a tierra convencional desarrollada a partir del Mirage 2000N. El primer vuelo del prototipo del Mirage 2000D, un prototipo Mirage 2000N modificado, fue el 19 de febrero de 1991; el primer vuelo de un avión 2000D de producción tuvo lugar el 31 de marzo de 1993, y la introducción en servicio fue en abril de 1995. Se construyeron 86 ejemplares.
- Mirage 2000D Vi: última versión del Mirage 2000D desarrollada por Dassault Aviation para integrar, como en el Mirage 2000-5F, la conexión data link 16.

### Mirage 2000-5
A finales de los años 1980, el Mirage 2000 estaba comenzando a quedar anticuado en comparación con los últimos modelos del caza F-16 estadounidense, de modo que Thomson-CSF comenzó a trabajar en una actualización del Mirage 2000C con financiación privada que sería llamada Mirage 2000-5, en principio destinada a la exportación. Para ello el prototipo biplaza del Mirage 2000B fue modificado extensivamente para convertirse en el primer prototipo Mirage 2000-5 y volar por primera vez el 24 de octubre de 1990. Un prototipo Mirage 2000C también fue reconstruido a un nivel similar, realizando su primer vuelo el 27 de abril de 1991. El avión de producción entraría en servicio operacional en 1997. Así mismo se desarrolló una versión biplaza, cuyo asiento trasero dispone de HUD pero sin pantalla de visualización asociada y carece de cañón automático integrado, aunque puede portar contenedores de cañones.

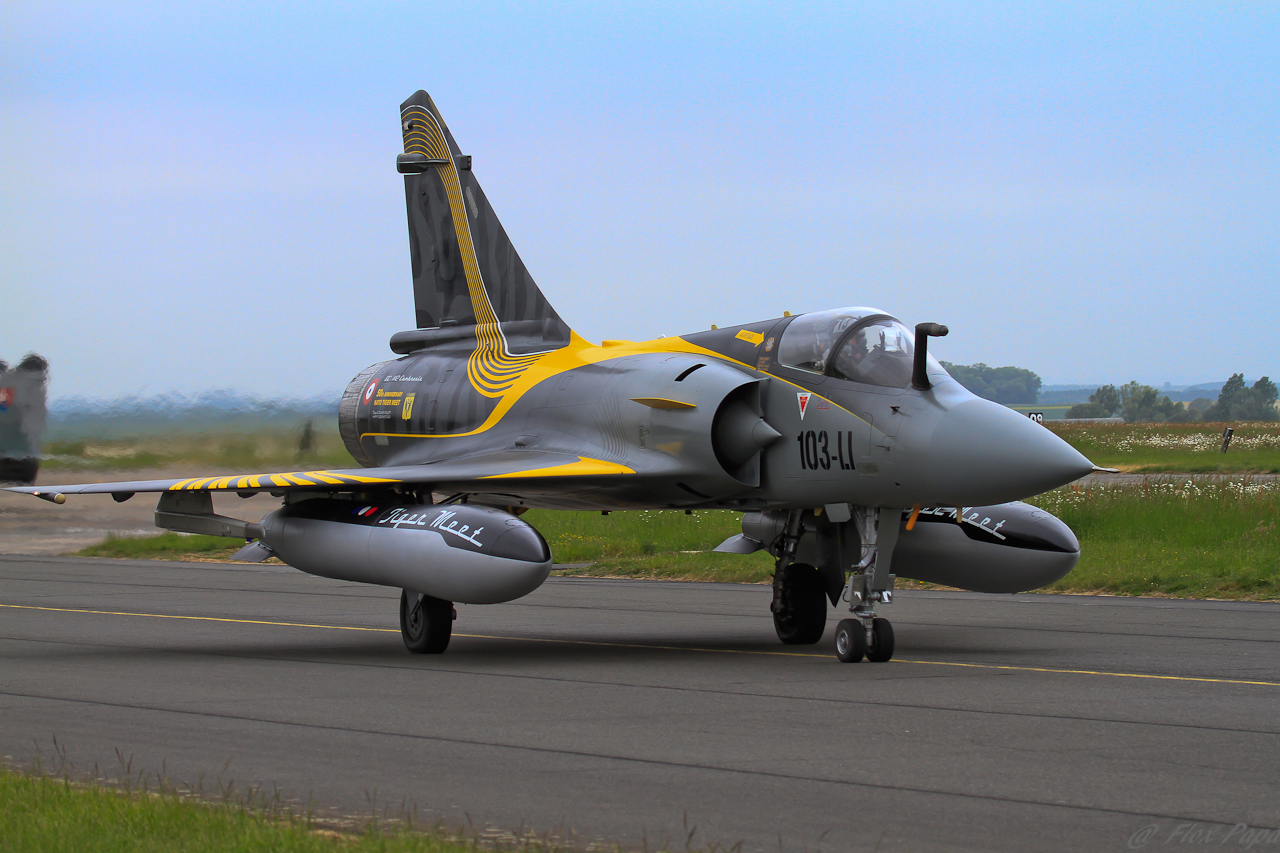
Un Mirage 2000-5F del Ejército del Aire francés con un diseño de pintura especial para participar en los ejercicios Tiger Meet 2011 de la OTAN.

Las mejoras del Mirage 2000-5 incluyen el contenedor designador láser Thales CLDP TV/CT así como el radar Doppler multiblanco (RDY) Thales, que permite la detección de hasta 24 blancos y tiene la capacidad de rastrear simultáneamente hasta 8 amenazas mientras guía 4 misiles MICA hacia distintos objetivos. Las actualizaciones de los sistemas defensivos incluyen el equipo de contramedidas integrado ICMS 2 y el sistema de alerta de misiles Samir DDM. El ICMS 2 incorpora en el morro un receptor y un sistema de procesado de señales asociado para detectar enlaces de datos de comandos de misiles hostiles, y se pueden interconectar a un nuevo sistema de tierra de planificación de misión y de análisis post-misión programable. La aviónica también fue actualizada, usando una nueva disposición de cabina de cristal compatible con visión nocturna procedente del Rafale, un Head-up display (HUD) de gran angular con enlace doble, y controles HOTAS. El Mirage 2000-5 también puede transportar los tanques de combustible externos de gran tamaño creados para el Mirage 2000N, ampliando significativamente el alcance del avión.
En 1993, el Ejército del Aire Francés decidió actualizar 37 de sus Mirage 2000 a la especificación 2000-5 como recurso provisional antes de la entrada en servicio del Rafale. Los aviones actualizados fueron redesignados Mirage 2000-5F, y pasaron a estado operacional en el año 2000. En cambio, estos mantuvieron el anterior sistema de contramedidas con las unidades Serval/Sabre/Spirale y no incorporaron el sistema ICMS 2. El Ejército del Aire Francés ahora está considerando varias actualizaciones del modelo, incluyendo el enlace de datos (datalink) MIDS, soporte del MICA IR, y el sistema de apuntamiento y mira montada en casco Thales Topsight.
- Mirage 2000-5F: Versión del Mirage 2000-5 destinado a Francia.
  - Mirage 2000-5F SF1: 37 Mirage 2000C S4-2A y S-5 llevados al estándar "-5". Los radares RDM son reemplazados por RDI J2-5.
  - Mirage 2000-5F SF1-C: Mirage 2000-5F SF1 equipados de nuevos radares RDY.
  - Mirage 2000-5F SF1-IR: Mirage 2000-5F SF1C con la doble capacidad de lanzar misiles MICA-EM y MICA-IR
  - Mirage 2000-5F Vi: En desarrollo por Dassault Aviation para la integración de la conexión Datalink 16 que permitirá la transmisión de datos seguros sobre el teatro de operaciones, entre aparatos de la OTAN.

#### Mirage 2000-5 Mark 2
Dassault mejoró aún más el Mirage 2000-5, creando la versión Mirage 2000-5 Mark 2 que actualmente es la más avanzada del Mirage 2000. Las mejoras de los sistemas ofensivos incluyen un enlace de datos para guiado de los misiles MICA ER, la incorporación del contenedor con sensor infrarrojo de barrido frontal (FLIR) Damocles, y un nuevo radar de apertura sintética todo tiempo Thales RDY-2 con menor probabilidad de ser interceptado y con indicador de blancos móviles (MTI), que también le dan al caza una capacidad aire-tierra mejorada. La aviónica fue actualizada con pantallas de color con mayor resolución, una pantalla montada en casco Topsight opcional, e incorpora la unidad de procesamiento de datos modular (MDPU) diseñada para el nuevo caza bimotor Rafale. Un nuevo sistema de navegación inercial Thales Totem 3000 con giróscopo láser y capacidad GPS añadida, proporciona una precisión mucho mayor, más fiabilidad, y un menor tiempo de alineado que el antiguo sistema de navegación ULISS 52 que es reemplazado. Otras mejoras incluyen la introducción de un sistema de generación de oxígeno de a bordo (OBOGS) para el piloto y un equipo digital de contramedidas ICMS 3.
Otras mejoras adicionales planeadas incluyen el contenedor de identificación visual Thales AIDA, un receptor GPS, enlace de datos MIDS, nuevos sensores de largo alcance, y la pantalla montada en casco Topsight E. También podría ser integrada en el Mirage 2000 otra tecnología desarrollada para el nuevo caza Rafale, como los sensores ópticos e infrarrojos para identificación amigo-enemigo (IFF) y designación de blancos.

### Mirage 2000E
Mirage 2000E fue una designación general para una serie de variantes de exportación del Mirage 2000, con posibilidad de modificaciones en la aviónica dependiendo de las necesidades de los clientes. Estos aviones fueron equipados con el motor M53-P2 y un radar mejorado "RDM+" y todos pueden portar el contenedor designador láser diurno ATLIS II.
De igual forma, Mirage 2000ED es la designación de las variantes de entrenamiento para exportación del Mirage 2000B.

#### Mirage 2000M (Egipto)
Egipto fue el primer comprador extranjero del Mirage 2000 al encargar 16 cazas monoplaza Mirage 2000M (n.º 101 a 116) y 4 entrenadores biplaza Mirage 2000BM (n.º 201 a 204) a finales de 1981, las entregas comenzaron en 1986. Egipto también compró contenedores de designación de objetivos ATLIS II y una amplia gama de armamento para el avión, incluyendo misiles aire-aire R550 Magic y Super 530, misiles aire-superficie guiados por láser AS-30L, y misiles antirradiación Martel.

#### Mirage 2000H (India)

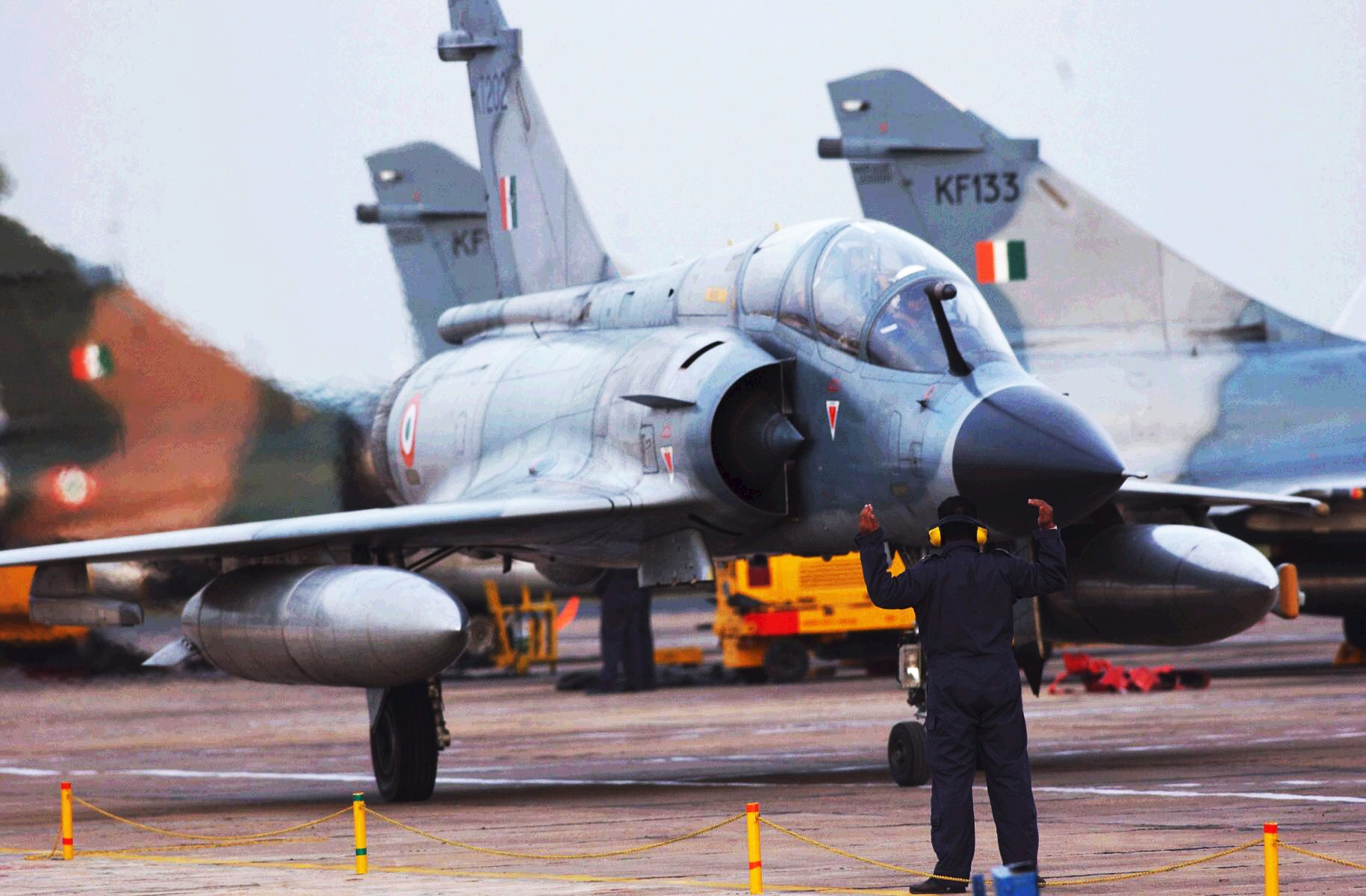
Mirage 2000H de la Fuerza Aérea de India.

India adquirió un total de 51 Mirage 2000, de los que 41 son cazas monoplaza Mirage 2000H y 10 entrenadores biplaza Mirage 2000TH, junto a los aviones también compró equipamiento apropiado, incluyendo contenedores ATLIS II y armas guiadas por láser. La Fuerza Aérea India llamó al Mirage 2000 Vajra (rayo).
Como India quería incorporar el caza rápidamente, la primera parte del primer lote de 26 cazas monoplaza y 4 biplazas fue enviado a la Fuerza Aérea India a principios de 1985 con los antiguos motores M53-5. Estos aviones recibieron las designaciones de  Mirage 2000H5 y Mirage 2000TH5. La segunda parte de este primer lote consistía en 10 monoplazas más con el nuevo motor M53-P2, estos aviones fueron designados Mirage 2000H. Después, todos los aparatos de la primera entrega fueron actualizados con el motor M53-P2, pasando a ser redesignados Mirage 2000H los monoplazas y Mirage 2000TH los biplazas. Entre 1987 y 1988 fue enviado un segundo lote de 6 monoplazas Mirage 2000H y 3 biplazas Mirage 2000TH.
En 2004 el gobierno indio aprobó la compra de 10 aviones Mirage 2000H más, aparatos que incluyeron aviónica mejorada, particularmente el radar mejorado RDM-7. El Mirage 2000-5 fue candidato para un programa de obtención de 126 aviones de caza planificado por la Fuerza Aérea India en el que competía contra el Mikoyan MiG-35, el F-16 Fighting Falcon y el Saab 39 Gripen. Sin embargo, Dassault anunció que reemplazaba al Mirage 2000 por el Rafale como candidato para el programa ya que la línea de producción del Mirage 2000 iba a ser cerrada.
India anunció a comienzos de 2007 un programa presupuestado en 1900 millones de dólares en el que participan Dassault, Thales, y MBDA para armar 51 de sus Mirage 2000 con el misil de corto alance MBDA AIM-132 ASRAAM.  La instalación del AIM-132 requerirá un nuevo radar, equipamiento de guerra electrónica, y actualizaciones de la cabina y bus de datos. Los cascos de los pilotos también precisarán la incorporación de una mira montada en casco. Estos serán los primeros aviones Mirage armados con el misil británico.
En marzo de 2010, India y Francia finalizaron con gran retraso el acuerdo para actualizar todos los Mirage-2000H indios a la versión Mirage-2000-5 Mk 2 con nuevo sistema de radar, un nuevo conjunto de armas, sistemas de guerra electrónica, etc. Los primeros cuatro o seis Mirage serían actualizados en Francia mientras que los demás serían actualizados en India por Hindustan Aeronautics con transferencia de tecnología. En la actualización, la estructura será desmontada por completo para volver a cablear y equipar con nueva aviónica, ordenadores de misión, pantallas de cabina, pantallas montadas en casco, equipos de guerra electrónica y, por supuesto, sistemas de armas para mejorar y ampliar la vida operacional de estos cazas polivalentes en torno a 20 años.

#### Mirage 2000P (Perú)
- Fuerza Aérea del Perú

Perú en 1982 durante el gobierno del Arq. Fernando Belaúnde Terry hizo un pedido de 26 cazas, pero en el gobierno del Presidente Alan García Pérez se redujo a 10 cazas monoplaza Mirage 2000P (n.º 50 a 54; n.º 60 a 64) y 2 entrenadores biplaza Mirage 2000DP (n.º 193 y 195) en 1986. Dichas unidades corresponden a la primera versión C/B S3 del Mirage 2000. En 2010 se inicia un proceso de revisión general a los M2000P, valorado en US$ 140 millones; que fue adjudicado en 2009 a Dassault, Snecma y Thales. Dicha actualización se realiza en Perú por personal de la FAP con asistencia del SEMAN y de las empresas francesas. Se trata básicamente de un proceso de modernización, en el que se cambian sus motores, sus sistemas electrónicos de navegación y de tiro, además de realizar una completa revisión al casco.
Actualmente tienen la capacidad de portar los misiles R550 Magic 2, el Super 530 D (aire-aire), bombas guiadas por láser, el misil AS30 (aire-tierra), y portar el misil Exocet AM 39 (antisuperficie).

#### Mirage 2000-5EI (República de China)

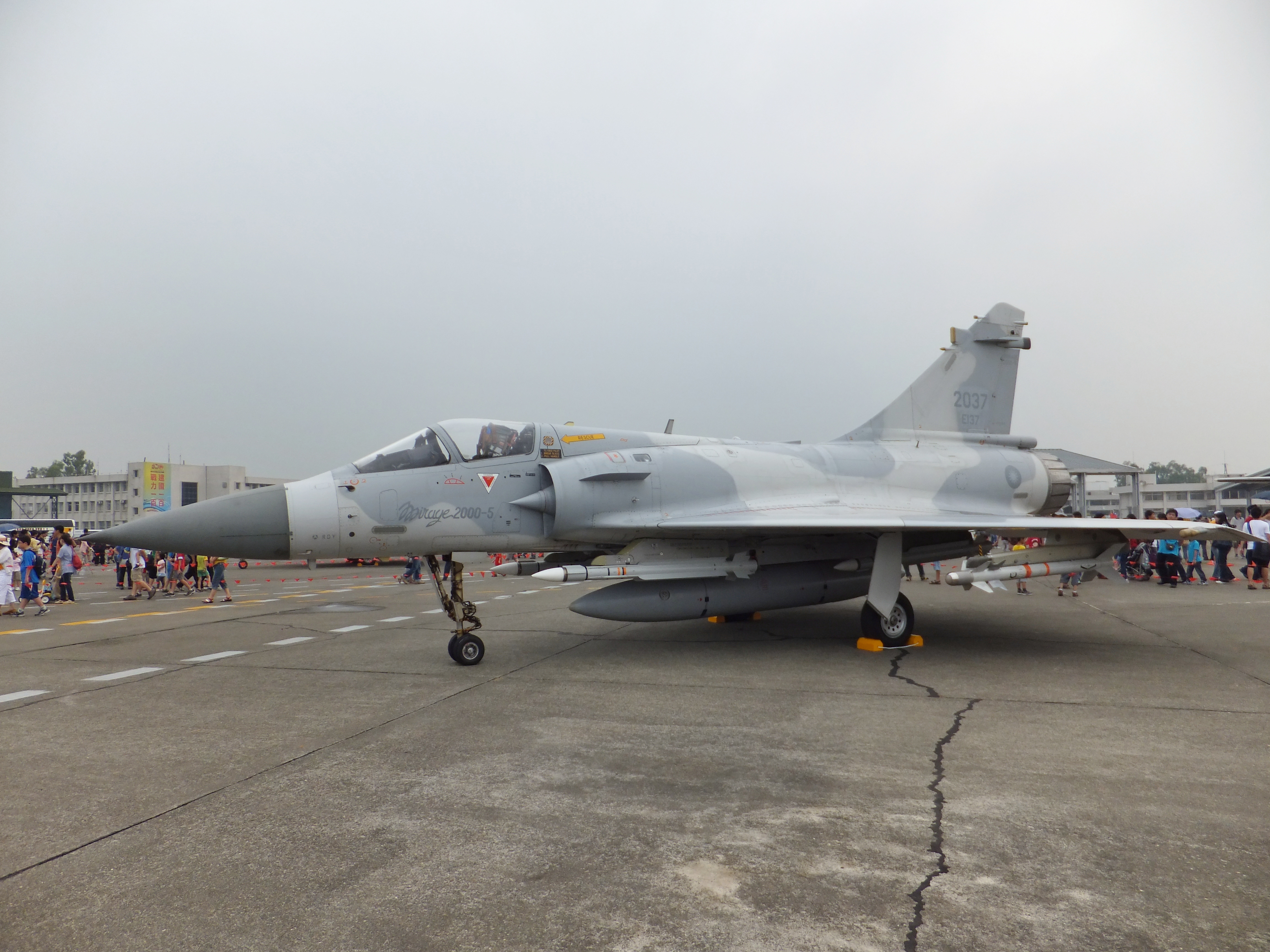
Mirage 2000-5EI en la Base Aérea de Gangshan, Taiwán.

Francia anunció en 1992 que ofrecería cazas Mirage 2000-5 a la República de China (Taiwán). Se rumoraba que eran 120 aviones, pero el acuerdo se alcanzó el 17 de noviembre del mismo año en 60 aviones. La Fuerza Aérea de la República de China (ROCAF) recibiría 48 interceptores monoplaza Mirage 2000-5EI (n.º 2001 a 2048) y 12 entrenadores biplaza Mirage 2000-5DI (n.º 2051 a 2062). Esta versión del Mirage 2000-5 tenía las capacidades de repostaje en vuelo y de ataque a tierra eliminadas. A este programa se le dio el nombre en clave "Fei Lung" (dragón volador) y supuso la primera compra de aviones franceses por parte de la República de China desde la llegada de 24 monoplanos Dewoitine D.510C en 1937.

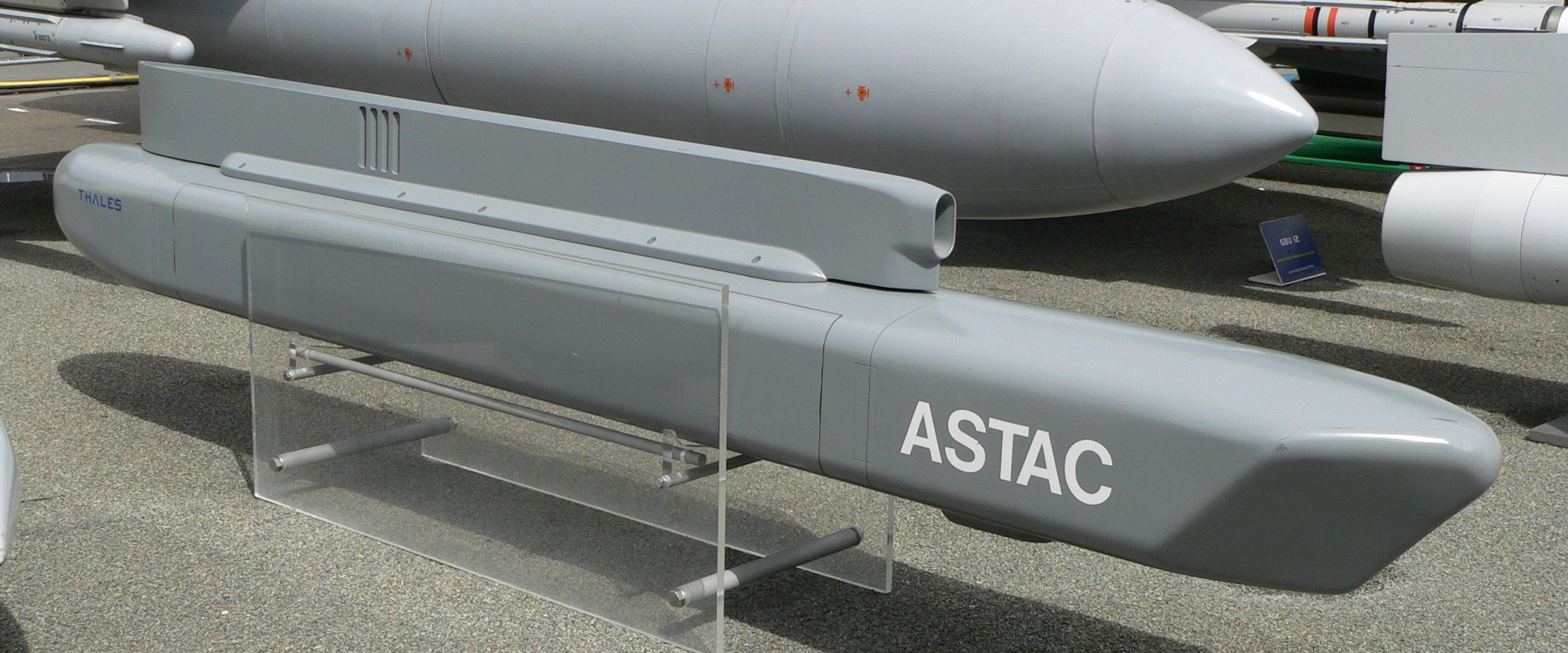
Contenedor FLIR ASTAC.

La República de China adquirió un conjunto de contenedores ASTAC de inteligencia electrónica (ELINT) para sus Mirage. La ROCAF también obtuvo 960 misiles aire-aire de medio alcance MICA 480 Magic II de corto alance de Matra, los primeros le proporcionan al Mirage la capacidad BVR ("más allá del alcance visual") necesaria para su función de interceptor de primera línea. Y como la versión biplaza no dispone de cañones internos, adquirieron contenedores de armamento con dos cañones automáticos DEFA 554 para equipar a dicha versión. También fue adquirido otro equipamiento como tanques de combustible auxiliares, cascos, trajes, etc.
El primer lote de Mirage 2000-5 para la ROCAF, consistente en cinco aeronaves, llegó por mar al puerto de Hualien en la costa este de Taiwán el 6 de mayo de 1997. Una vez descargados, fueron transportados a la base aérea de Hualien, lugar donde eran desempaquetados y chequeados para luego volar a la base aérea de Hsinchu. Las demás entregas también siguieron el mismo procedimiento y el último avión fue entregado en una ceremonia oficial el 26 de noviembre de 1998.

#### Mirage 2000-5EDA (Catar)
En 1994 Catar encargó 9 cazas monoplaza Mirage 2000-5EDA (n.º QA90 a QA98) y 3 entrenadores biplaza Mirage 2000-5DDA (n.º QA86 a QA88), las entregas a la Fuerza Aérea de Catar comenzaron en 1997.

#### Mirage 2000EAD/RAD (EAU)

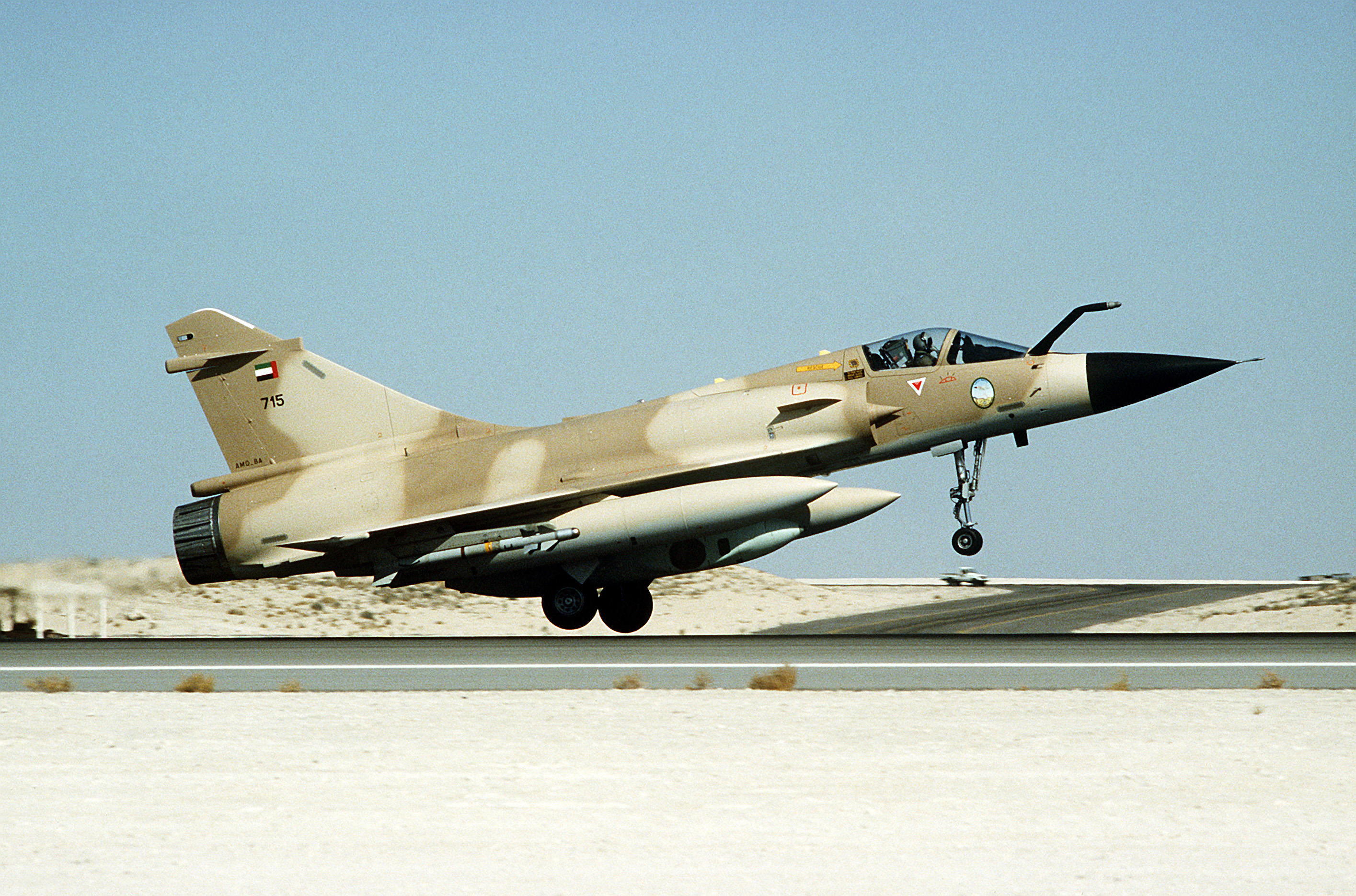
Un Mirage 2000RAD de los EAU equipado con un contenedor de reconocimiento HAROLD bajo el fuselaje despega desde Kuwait el 20 de enero de 1991 durante la Operación Tormenta del Desierto.

En 1983 Emiratos Árabes Unidos (EAU) adquirió 22 cazas monoplaza Mirage 2000EAD (n.º 731 a 752), 8 en la versión de reconocimiento monoplaza Mirage 2000RAD (n.º 711 a 718), y 6 entrenadores biplaza Mirage 2000DAD (n.º 701 a 706), sumando un total de 36 aparatos. La compra especificaba un equipo de aviónica defensiva de fabricación italiana que retrasó la entrega del primero de esos aviones hasta 1989. Emiratos Árabes Unidos hizo otro pedido por 32 Mirage 2000-9, de los cuales 20 monoplaza Mirage 2000-9RAD (n.º 719 a 730 y 753 a 760) y 12 entrenadores biplaza Mirage 2000-9DAD (n.º 707 a 710 y 761 a 768). Las primeras entregas de este lote comenzaron en abril del año 2003.
La variante de reconocimiento Mirage 2000RAD no tiene ninguna cámara ni sensor integrado y puede seguir desempeñando las funciones de combate aéreo o ataque a tierra porque los sistemas de reconocimiento están implementados en contenedores externos (pods), entre estos se incluyen el contenedor de radar Thales "SLAR 2000", el contenedor de cámaras Dassault "COR2" con capacidad de imagen tanto visible como infrarroja, y el contenedor de cámaras ópticas telescópicas de largo alcance Dassault "AA-3-38 HAROLD" . EAU es la única nación que opera una variante especializada en reconocimiento del Mirage 2000.

#### Mirage 2000EG (Grecia)

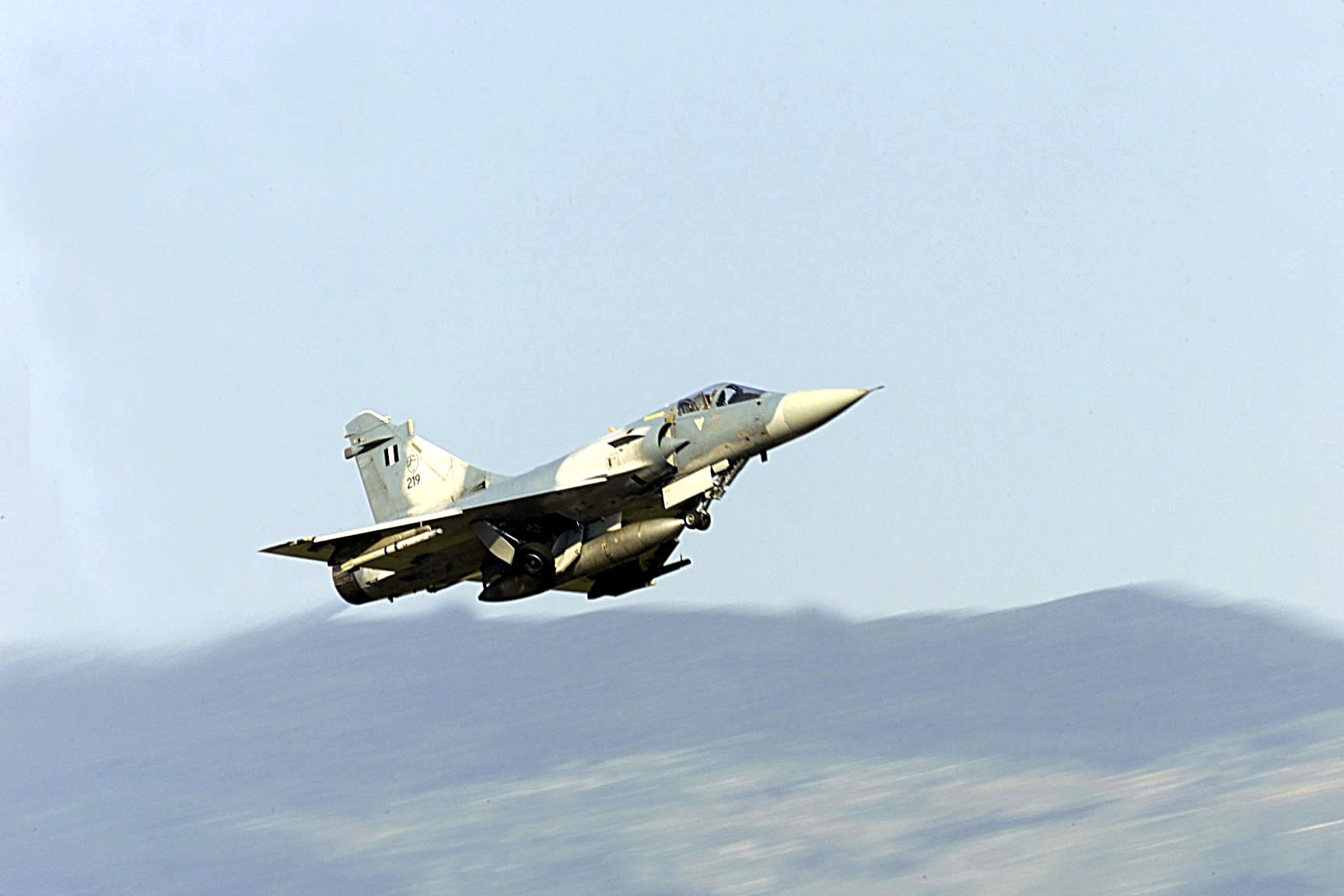
Un Mirage 2000EG de la Fuerza Aérea Griega.

A principios de marzo de 1985, Grecia encargó 36 cazas monoplaza Mirage 2000EG (n.º 210 a 245) y 4 entrenadores biplaza Mirage 2000BG (n.º 201 a 204), como parte del plan de modernización "Talos". Estos aviones incorporan el equipo de contramedidas defensivas ICMS 1, que es una versión actualizada del equipo de contramedidas estándar del Mirage 2000C y se caracteriza por tener dos pequeñas antenas cerca de la parte superior del estabilizador vertical. Estos Mirage 2000 posteriormente fueron modificados para portar el misil antibuque Aerospatiale AM39 Exocet. En el año 2000, Grecia hizo un pedido de 10 cazas monoplaza Mirage 2000-5 Mk.2 (n.º 546 a 555) y 5 biplaza de entrenamiento Mirage 2000-5 Mk.2 (n.º 505 a 509), nuevos con un equipo de radio SATURN, y comenzó la modernización de 10 de los Mirage 2000EG existentes al estándar Mirage 2000-5 Mk.2.

#### Mirage 2000BR (Brasil)
Dassault participó en una licitación para reemplazar los anticuados Mirage IIIEBR/DBR de la Fuerza Aérea Brasileña con el Mirage 2000BR, otra variante del Mirage 2000-9. Sin embargo, debido a los problemas fiscales del estado brasileño, la competición se prolongó durante años hasta que se suspendió en febrero de 2005. Posteriormente en julio de 2005, sin embargo, Brasil acordó la compra de 10 cazas Mirage 2000C (n.º 3, 15 ,21, 22, 25, 29, 32, 34, 35 y 36) y 2 entrenadores Mirage 2000B (n.º 502 y 513), que habían sido retirados del servicio en el Ejército del Aire Francés, bajo la designación "F-2000". Los dos primeros Mirage 2000C y Mirage 2000B fueron entregados a la FAB en la base de Anápolis el 4 de septiembre de 2006, y los dos últimos fueron entregados el 26 de agosto de 2008.

#### Mirage 2000-9
El Mirage 2000-9 es la versión de exportación del Mirage 2000-5 Mk 2. Emiratos Árabes Unidos fue el cliente de lanzamiento con la compra de 32 aviones de nueva construcción, de los que 20 son monoplazas Mirage 2000-9 y 12 biplazas Mirage 2000-9D. Las primeras entregas de estos aparatos comenzaron en la primavera de 2003. Adicionalmente, 30 de los Mirage 2000 que ya poseía Abu Dhabi serán actualizados al estándar Mirage 2000-9.
Los Mirage 2000-9 de EAU están completamente equipados para la misión de ataque a tierra al disponer del contenedor designador láser Shehab (una variante del Damocles) y del contenedor de navegación Nahar como complemento de los modos aire-tierra del radar RDY-2 (15% de alcance adicional con respecto al RDY). También están equipados con un sistema de contramedidas clasificado denominado "IMEWS", que es comparable al ICMS 3. Emiratos Árabes Unidos también se está obteniendo el misil de crucero "Black Shaheen", que básicamente es una variante del MBDA Apache, similar al MBDA Storm Shadow y el misil de ataque a tierra AS-30.

## Usuarios

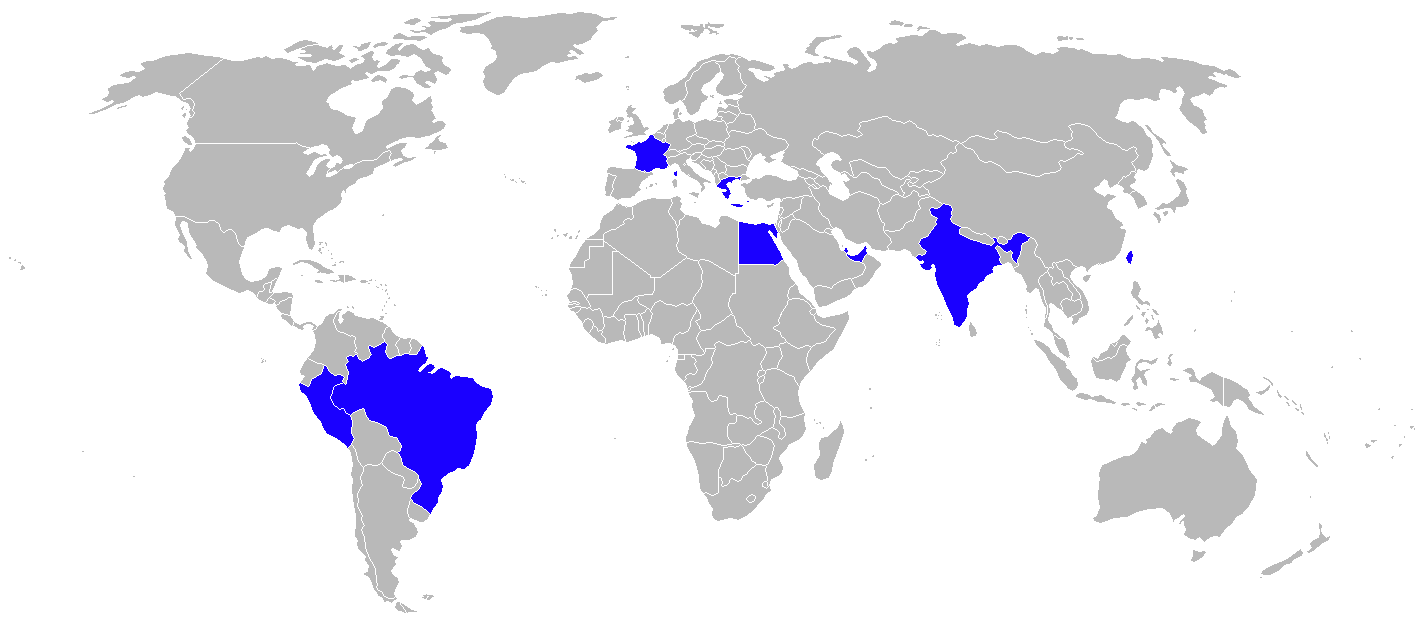
Operadores del Mirage 2000.

### Actuales
| Variante               | Propósito                         | Número  |
| Francia                | Francia                           | Francia |
| ---------------------- | --------------------------------- | ------- |
| 2000C                  | Caza monoplaza                    | 63 Y 62 |
| 2000C                  | Actualizado a 2000-5F             | 37      |
| 2000D                  | Biplaza de ataque convencional    | 86      |
| 2000N                  | Biplaza de ataque nuclear         | 75      |
| 2000B                  | Biplaza con kit 2000C             | 30      |
| Total                  | Total                             | 266     |
| India                  |                                   |         |
| 2000H                  | Serán actualizados a 2000-5 Mk II | 41      |
| 2000TH                 | Entrenador biplaza                | 10      |
| Total                  | Total                             | 51      |
| Emiratos Árabes Unidos |                                   |         |
| 2000EAD                | Caza polivalente monoplaza        | 22      |
| 2000-9                 | Monoplaza                         | 20      |
| 2000-9D                | Entrenador biplaza                | 12      |
| 2000RAD                | Variante sólo de reconocimiento   | 8       |
| 2000DAD                | Entrenador biplaza                | 6       |
| Total                  | Total                             | 68      |
| República de China     |                                   |         |
| 2000-5EI               | Similares al 2000-5               | 48      |
| 2000-5DI               | Similares al 2000-5D              | 12      |
| Total                  | Total                             | 60      |
| Grecia                 |                                   |         |
| 2000EG                 | Similar al 2000C                  | 11      |
| 2000-5 Mk 2            | Caza polivalente                  | 25      |
| 2000BG                 | Entrenador biplaza                | 8       |
| Total                  | Total                             | 44      |
| Egipto                 |                                   |         |
| 2000EM                 | Similares al 2000C                | 16      |
| 2000BM                 | Entrenador biplaza                | 4       |
| Total                  | Total                             | 20      |
| Catar                  |                                   |         |
| 2000-5EDA              | Caza monoplaza                    | 9       |
| 2000-5DDA              | Entrenador biplaza                | 3       |
| Total                  | Total                             | 12      |
| Perú                   |                                   |         |
| 2000P                  | Caza monoplaza                    | 8       |
| 2000DP                 | Entrenador biplaza                | 2       |
| Total                  | Total                             | 10      |

### Anteriores
| Lista de usuarios por variantes y número de aviones |                    |                  |                                 |          |
| Brasil                                              |                    |                  |                                 |          |
| Nombre                                              | Uso                | Tipo de aeronave | Estado                          | Cantidad |
| 2000C                                               | Caza monoplaza     | Avión de combate | Vendidos a una empresa francesa | 10       |
| 2000B                                               | Entrenador biplaza | Avión de combate | Vendidos a una empresa francesa | 2        |

## Historia operacional

### Francia

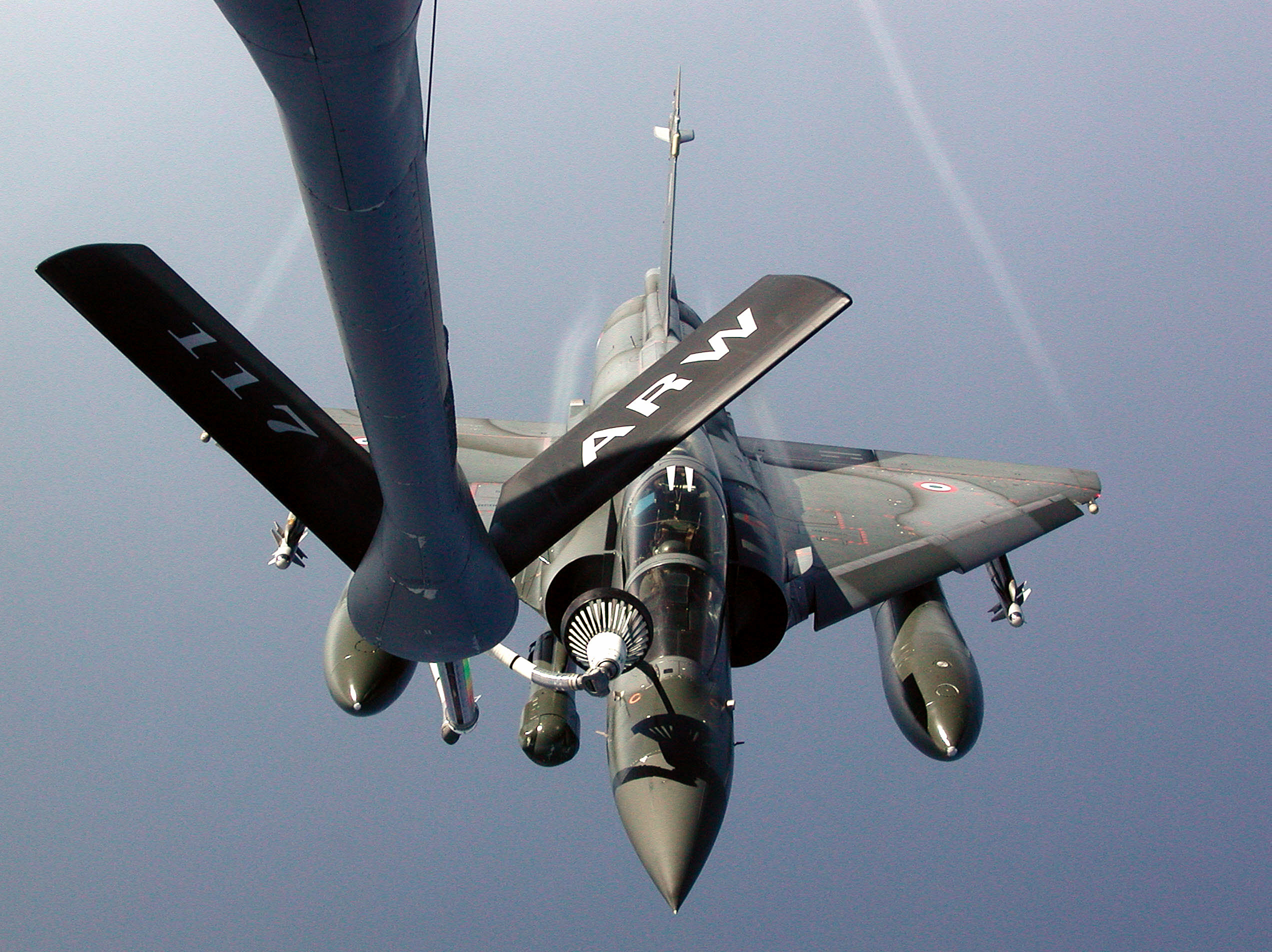
Mirage 2000 francés siendo reabastecido en vuelo por un avión cisterna KC-135 en Afganistán.

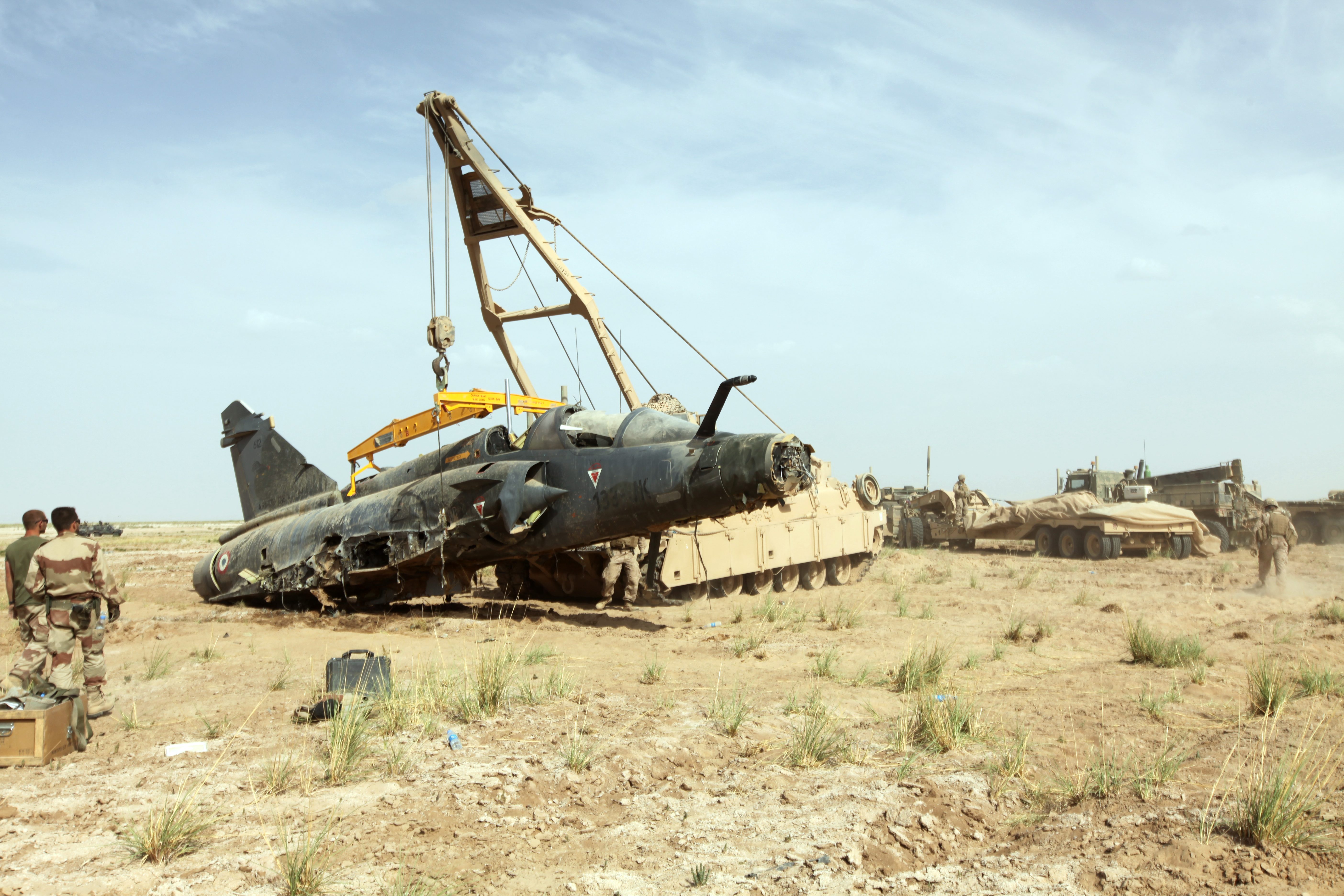
Un M88 Recovery Vehicle eleva un Mirage 2000D francés estrellado en mayo de 2011 en Afganistán.

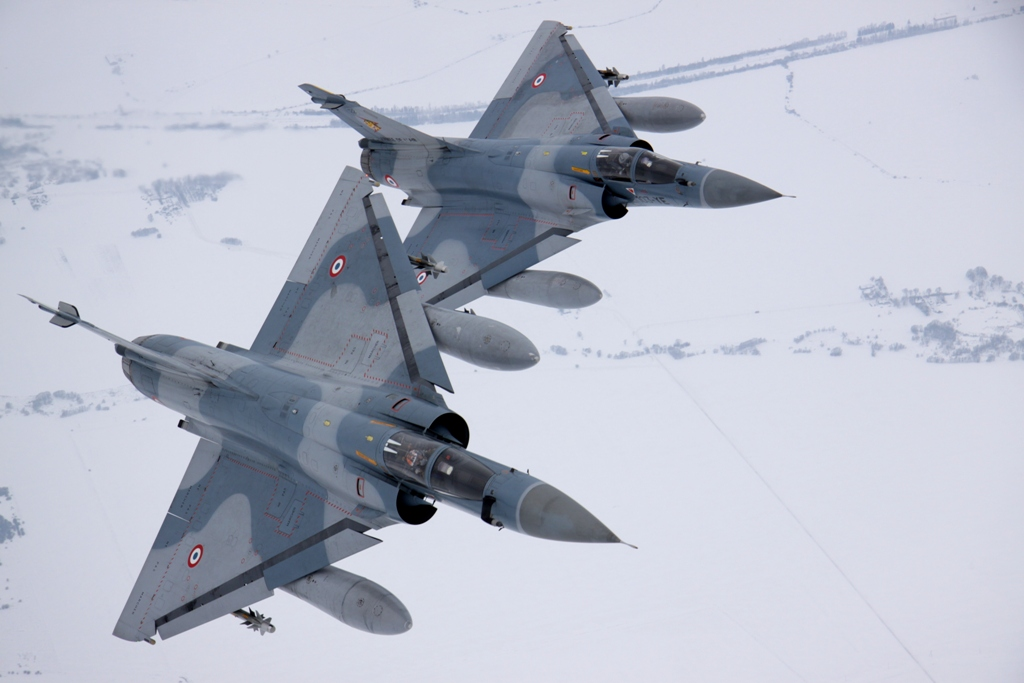
Una pareja de cazas Mirage 2000 franceses durante la Patrulla Aérea Báltica.

Los Mirage 2000 franceses se utilizaron durante la Guerra del Golfo (1990-1991): Doce Mirage 2000C RDI del  EC5 (5.º Escuadrón de Caza) de la BA (base aérea) 115 (base de Orange-Caritat) fueron desplegados a partir de octubre de 1990, como parte del componente para misiones de superioridad aérea.
Durante la Guerra de Bosnia (1992-1995): Un Mirage 2000 N K2 de la escuadrilla de caza 2/3 Champagne (llevando como tripulación al capitán Frédéric Chiffot y al teniente José Souvignet) fue derribado el 30 de agosto de 1995, después de haber bombardeado un objetivo en la región de Pale, durante la campaña de bombardeo de Bosnia-Herzegovina por fuerzas de la OTAN en 1995. El piloto y su navegante, fueron capturados y luego, puestos en libertad el 12 de diciembre de 1995
El Mirage 2000 también operó con éxito durante la guerra de Kosovo.
Los Mirage 2000D sirvieron con la Fuerza Internacional de Asistencia, durante el conflicto en Afganistán en 2001-2002, operando en estrecha colaboración con las fuerzas internacionales y realizando ataques de precisión con bombas guiadas por láser. En el verano de 2007, después de que los aviones de combate Rafale fueran retirados de ese teatro de operaciones, tres aviones Mirage 2000 fueron desplegados en apoyo de las tropas de la OTAN.
El Mirage 2000 está siendo sustituido en Francia, por el avanzado bimotor Dassault Rafale, con grandes alerones delanteros canards, que entró en servicio con el Ejército del Aire francés el 27 de junio de 2006.
En marzo de 2011 fueron desplegados aviones Mirage 2000D y Mirage 2000-5F franceses para establecer la zona de exclusión aérea en Libia como parte de la Operación Harmattan.
Los Mirage 2000 se han empleado para apoyar la operación Barkhane. Los aviones se basan en Djamena y Niamey, desde donde operan con apoyo de aviones cisternas C135F, para realizar misiones de apoyo aéreo. Los cazabombarderos Mirage 2000 han lanzado desde 2014 ataques aéreos diurnos y nocturnos contra columnas y campamentos de las milicias islamistas en los países del Sahel.

### Grecia
El 10 de octubre de 1996, durante un combate aéreo dentro del espacio aéreo en disputa sobre el Mar Egeo, un Mirage 2000 de la Fuerza Aérea Griega disparó accidentalmente un misil aire-aire R550 Magic que derribó un F-16D de la Fuerza Aérea Turca. El Gobierno Turco alegó que el F-16D se encontraba en una misión de entrenamiento en espacio aéreo internacional al norte de la isla griega de Samos, cercana al territorio turco. El piloto turco falleció, mientras que el copiloto logró eyectar de la cabina y ser rescatado por el Ejército Griego. Aunque el Gobierno Turco admitió la pérdida del avión, el Gobierno Griego negó oficialmente que ocurriera el derribo.
En 2018 un Mirage 2000 griego se estrelló luego de entablar un dogfight con cazas turcos sobre el Mar Egeo.

### India
La India se cree que ha asignado el papel de ataque nuclear a sus Mirage 2000.
En 1999, cuando estalló la Guerra de Kargil el Mirage 2000 tuvo un buen comportamiento durante todo el conflicto sobre las cumbres del Himalaya, a pesar de que los Mirage suministrados a la India tenían limitada su capacidad de interdicción aérea y tuvieron que ser modificados, para poder lanzar bombas convencionales y guiadas por láser. Los dos escuadrones de Mirage 2000 volaron un total de 515 incursiones y de 240 misiones de ataque, lanzando un total de 55.000 kg de explosivos. Su mantenimiento fácil, gran resistencia por su diseño de alas en delta integradas al fuselaje central y su alta tasa de disponibilidad, hizo que el Mirage 2000 fuera uno de los aviones de combate más eficientes de la Fuerza Aérea India en el conflicto.
El 26 de febrero de 2019 12 Mirage 2000 cruzaron la Línea de control en Cachemira para bombardear un campo de entrenamiento de la organización islamista Jaish-e-Mohammed, como represalia por un atentado dos semanas antes en el murieron 46 miembros de las fuerzas de seguridad de la India.

### Emiratos
De un modo discreto los Mirage 2000 emiratíes han logrado una extensa experiencia en combate. 
Participaron en la Intervención militar en Libia de 2011, en la intervención saudí en Yemen y en la Guerra contra Estado Islámico. En Yemen se perdió algún avión durante misiones de ataque. Emiratos desplegó aviones de combate Mirage 20000 en Eritrea para apoyar su operación militar en Yemen. En 2020 un destacamento de Mirage 2000-9 de la Fuerza Aérea de los Emiratos Árabes Unidos (UAEAF) se basó en la base aérea de Sidi Barrani, en Egipto, para apoyar las operaciones en Libia. El 5 de julio los Mirage 2000 emiratíes bombardearon en Libia la base aérea de Al-Watiya, dañando y destruyendo los radares y misiles MIM-23 Hawk turcos situados allí. Turquía había desplegado en esa base aviones F-16, drones Bayraktar TB2 y Anka-S. Los ataques aéreos causaron también daños en la base de al-Watiya, cuartel general turco desde mayo de 2020.

### Perú
Durante los choques con Ecuador en 1995 los Mirage 2000P/DP disponibles se enviaron a la zona de operaciones desde su base en el sur del Perú. Su misión era proteger las ciudades y bases aéreas del norte en caso de un ataque ecuatoriano. El escaso número de aviones Mirage 2000 no era suficiente para la protección efectiva del enorme territorio asignado. Además en el Conflicto del Cenepa realizaron misiones de reconocimiento, patrulla aérea y bombardeo de objetivos enemigos. El 10 de febrero de 1995 una patrulla de Mirage se encontró con dos Mirage F.1JA de la Fuerza Aérea del Ecuador, que optaron por retirarse sin llegar a enfrentarse.

## Accidentes significativos
- El 13 de julio de 2000, dos Mirage 2000D de la base de Nancy Ochey colisionaron en vuelo nocturno al acercarse a la pista para aterrizar. El avión (n.º 633 3-JT), perdió la deriva por el impacto, estrellándose en el bosque de Maron, los dos tripulantes pudieron eyectarse con éxito, salvando la vida. El otro avión (n.º 646 3-IC) consiguió aterrizar.
- El 12 de febrero de 2002, el Mirage 2000B (n.º 511/5-OR) de la base aérea de Orange-Caritat 115, se estrelló al final de un entrenamiento después de hacer una demostración de acrobacias aéreas. Los dos miembros de la tripulación se eyectaron a tiempo.[26]
- El 24 de junio de 2003, el Mirage 2000D (n.º 656/33-LH) del Escuadrón de caza 4/33 Vexin se estrelló en Yibuti. El avión sufrió el incidente durante unas prácticas nocturnas de bombardeo, muriendo los dos miembros de la tripulación.[27]
- El 29 de julio de 2003, el Mirage 2000D (n.º 622) del Escuadrón de caza 3/3 Ardennes, sufrió un accidente en Ndjamena (Tchad) durante un vuelo de entrenamiento. Un pájaro fue succionado por el motor durante el despegue, provocando una severa pérdida de potencia. El piloto, sin embargo, consiguió dar la vuelta y aterrizar el avión que resultó dañado por la consiguiente salida de pista. Ambos miembros de la tripulación resultaron ilesos.[28]
- El 8 de enero de 2004, la tripulación del Mirage 2000D (n.º 621/3-JG) del Escuadrón de combate 2/3 Champagne, se vio obligada a eyectarse durante un vuelo de entrenamiento nocturno a baja altitud porque se volvió incontrolable. El avión se estrelló en una zona deshabitada de la localidad de Mas-Saint-Chely.[29]
- El 9 de junio de 2004, la sonda de reabastecimiento del Mirage 2000N (nº318/4-BP) del Escuadrón de combate 2/4 La Fayette se rompió durante un entrenamiento de reabastecimiento en vuelo, dañando los trozos el reactor e incendiándolo. El piloto llevó el avión sobre el Mediterráneo haciendo que se estrellara en el mar. La tripulación se eyectó, resultando ambos tripulantes con heridas leves.[30]
- El 23 de agosto de 2004, el Mirage 2000N (n.º 362/4-CV) de la base aérea 125 Istres-Le tubé chocó en vuelo por encima de la localidad de Auvergne con un ULM. Los dos ocupantes del ULM murieron.
- El 26 de agosto de 2004, la tripulación del Mirage 2000D (nº663/3-XS) del Escuadrón de caza 3/3 Ardennes, se eyectó sobre la base aérea 132 Colmar-Meyenheim a raíz de un problema en el motor durante un entrenamiento de combate a gran altura. El piloto sufrió lesiones y el navegante resultó indemne.[31]
- El 27 de febrero de 2006, dos Mirage 2000-5F (nº53/2-FA) y (nº72/2-EE) de la base aérea 102 Dijon-Longvic chocaron en vuelo cerca de Nancy. Uno de los pilotos se vio obligado a eyectarse después de la colisión y su aparato se estrelló. El otro piloto pudo regresar a la base aérea 113 Saint-Dizier-Robinson y pudo aterrizar.[32]
- El 31 de marzo de 2006, el Mirage 2000D (nº684/3-IW), se estrelló en el mar frente a las costas de Córcega, el accidente, al parecer fue debido a una colisión con un pájaro. Los dos miembros de la tripulación pudieron eyectarse y resultaron ilesos. El avión pertenecía a la base aérea 133 Nancy-Ochey y estaba desplegado temporalmente en la base aérea 126 Solenzara.[33]
- El 29 de mayo de 2006, el piloto del Mirage 2000-5F (nº69/2-FE), de la base aérea 102 Dijon-Longvic, se vio obligado a eyectarse a causa de un problema técnico en su avión, el cual se estrelló sobre un local de la SNCF (en español: 'Sociedad Nacional de Ferrocarriles Franceses'), no produciéndose víctimas.[34]
- El 19 de febrero de 2007, el Mirage 2000C (n.º 116/12-KT) de la base aérea 103 Cambrai-Épinoy, se estrelló en el mar a la altura de Bonifacio. El piloto falleció. Estaba desplegado temporalmente en la base aérea 126 Solenzara realizando una misión de entrenamiento.[35]
- El 12 de julio de 2007, el Mirage 2000N (n.º 337) de la base aérea 116 Luxeuil-Saint Sauveur, chocó en el aire con una avioneta durante un vuelo de entrenamiento. La avioneta se estrelló contra el suelo, muriendo su piloto. El Mirage 2000, a pesar de haber sufrido daños, logró posarse en tierra.[36]

## Especificaciones (Mirage 2000-5)
Referencia datos: Complete Encyclopedia of World Aircraft, International Directory of Military Aircraft.

### Características generales
- Tripulación: 1 piloto
- Longitud: 14,36 m
- Envergadura: 9,13 m
- Altura: 5,2 m
- Superficie alar: 41 m²
- Peso vacío: 7.500 kg
- Peso cargado: 13.800 kg
- Peso máximo al despegue: 17.000 kg
- Planta motriz: 1× turbofán con postcombustión SNECMA M53-P2.
  - Empuje normal: 64,5 kN (6577 kgf; 14 500 lbf) de empuje.
  - Empuje con postquemador: 95,2 kN (9707 kgf; 21 400 lbf) de empuje.
- Reabastecimiento en vuelo: sonda fija desmontable para repostar en aviones con sistema de manguera y cesta.

### Rendimiento
- Velocidad máxima operativa (Vno): 2338 km/h (1453 MPH; 1262 kt) (Mach 2,2) a gran altitud, 1.110 km/h (690 MPH; 599 kt) a baja altitud
- Alcance en combate: 1550 km (837 nmi; 963 mi) con tanques de combustible auxiliares
- Alcance en ferry: 3335 km con tanques de combustible auxiliares
- Techo de vuelo: 17 069 m (56 000 ft)
- Régimen de ascenso: 284,5 m/s (55 999 ft/min) 

  - Trepada de 9.700 m: 1,75 min
  - Trepada de 15.000 m: 4 min
- Carga alar: 337 kg/m²
- Empuje/peso: 0,91
- Radio de giro a 5 g: 12º/s
- Radio de giro a 9 g: 24º/s
- Límites de fuerzas G: normal a 9 G, sobrecargado a 11 G, quiebre a 13,5 G.

### Armamento
- Cañones: 2× cañón revólver DEFA 554 de calibre 30 mm, con 150 proyectiles cada uno.

- Puntos de anclaje: 9 en total (4× pilones subalares, 5× soportes bajo el fuselaje) con una capacidad de 6.300 kg, para cargar una combinación de:  
  - Bombas: 2x GBU-12 Paveway II. 9× bombas de propósito general Mk 82 de 227 kg (500 libras)
  - Cohetes: contenedores de 18 cohetes de 68 mm Matra
  - Misiles: 

    - Misiles aire-aire:
      - 6× MBDA MICA IR/RF, de corto a medio alcance guiado por infrarrojos/radar activo
      - 2× Matra R550 Magic-II, de corto alcance guiado por infrarrojos
      - 2× Matra Super 530, de corto a medio alcance guiado por radar semiactivo
      - 2x MBDA Meteor
      - 2x RAFAEL Python
      - 2x RAFAEL Derby

    - Misiles aire-superficie:
      - 2× misil antibuque AM.39 Exocet
      - 2× misil aire-tierra guiado por láser AS-30
      - 1x misil crucero MBDA Storm Shadow

  - Otros: 3× tanques de combustible externos

### Aviónica
- Radar Thomson-CSF RDY (radar Doppler multiobjetivo)

## Cultura popular

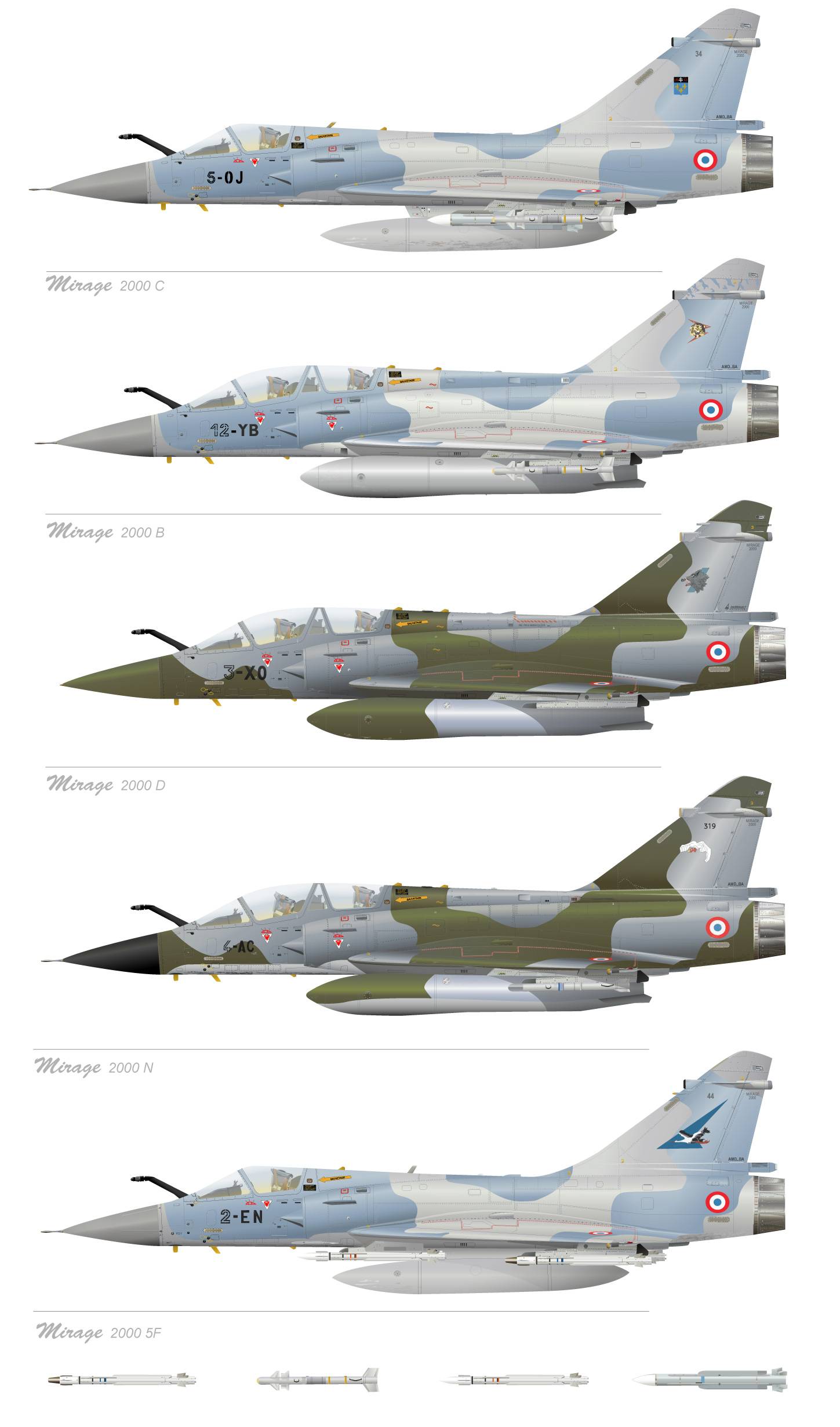
Mirage 2000 C/B/D/N/5.

Los Mirage 2000 de Francia, fueron presentados en la película francesa Los Caballeros del cielo Les Chevaliers du Ciel, Sky Fighters título en inglés, con impresionantes filmaciones aéreas, logradas desde otros aviones Mirage 2000. Estrenada en 2005 y filmada, con la colaboración del Ejército del Aire francés, se muestran imágenes espectaculares con arriesgadas maniobras aéreas cercanas, entre varios Mirage 2000 en el cielo, con tomas realizadas por cámaras de Alta Definición HD instaladas especialmente en las alas de los aviones, en donde se pueden ver varias "tomas reales" filmadas en el cielo sin efectos especiales, con impresionantes paisajes aéreos naturales y algunas filmaciones en tercera dimensión 3D, para el nuevo formato de cine ampliado IMAX.
La película comienza en el Salón Aeronáutico de Farnborough, donde un nuevo Mirage 2000-5 prototipo de pruebas de vuelo y nuevas tecnologías, fue robado por terroristas y los pilotos de combate, tratan de recuperarlo o destruirlo. La película fue filmada con secuencias de vuelo desde el aire, para lograr esto, uno de los tanques externos de combustible del Mirage fue modificado para adaptar cámaras y otras filmaciones, fueron hechas desde un avión privado Lear Jet alquilado.
Los vuelos sobre París fueron filmados a tiempo real, en el mismo día de la celebración de la toma de la Bastilla, el (14 de julio) con un permiso especial del gobierno francés y los aviones, pasaron volando a gran velocidad en maniobras de combate, sobre la gente que observaba el desfile en las calles de la ciudad en forma sorpresiva.
Otras filmaciones finales, se lograron con la participación de un avión de pasajeros Airbus A340 de cuatro motores, que aparece en la película volando junto a varios Mirage en formación cerrada, para permanecer ocultos a los radares y poder ingresar a territorio enemigo.
En el videojuego War Thunder, el Mirage 2000 aparece como avión investigable en el país de Francia.

### Desarrollos relacionados
- Dassault Mirage III
- Dassault Mirage 2000N/2000D
- Dassault Mirage 4000
- Dassault Mirage G
- Dassault Mirage 5

### Aeronaves similares
- Saab 39 Gripen
- Atlas Cheetah
- Lockheed Martin F-16 Fighting Falcon
- McDonnell Douglas F/A-18 Hornet
- Mikoyan MiG-29
- Sukhoi Su-27
- Sukhoi Su-24
- Chengdu J-10
- Shenyang J-8
- HAL Tejas
- JF-17 Thunder
- Mitsubishi F-2
- IAI Lavi
- IAI Kfir

### Secuencias de designación
- Serie Mirage de Dassault Aviation: Mirage III · Mirage IIIV · Mirage IV · Mirage 5/50 · Mirage F1 · Mirage F2 · Mirage G · Mirage 2000 · Mirage 4000